# Christopher Kraft
Vous lisez un « bon article » labellisé en 2019.
Pour les articles homonymes, voir Kraft.
Christopher Columbus Kraft, Jr., dit Chris Kraft, né le 28 février 1924 à Phoebus et mort le 22 juillet 2019 à Houston, est un ingénieur et responsable de la National Aeronautics and Space Administration (NASA). Il joue durant sa carrière un rôle important dans la gestion du centre de contrôle de mission de la NASA.
Après ses études à l'Institut polytechnique et université d'État de Virginie (Virginia Tech) en 1944, Christopher Kraft est embauché par le National Advisory Committee for Aeronautics (Naca), le prédécesseur de la NASA. Il travaille pendant plus d'une décennie dans la recherche aéronautique avant de rejoindre en 1958 le groupe de travail sur l'espace, une petite équipe chargée d'envoyer le premier Américain dans l'espace. Affecté à la division des opérations de vol, Kraft devient directeur de vol de la NASA. Il est en service au cours de missions historiques comme celles du premier Américain dans l'espace (Mercury-Redstone 3), du premier vol orbital américain (Mercury-Atlas 6) et de la première sortie extravéhiculaire (Gemini 4).
Au début du programme Apollo, Christopher Kraft prend sa retraite comme directeur de vol pour se concentrer sur la gestion et la planification des missions. En 1972, il devient directeur de ce qui deviendra le centre spatial Lyndon B. Johnson, en suivant les traces de son mentor Robert Gilruth. Il occupe le poste jusqu'à sa retraite de la NASA en 1982. Pendant celle-ci, Christopher Kraft est consultant pour de nombreuses entreprises dont IBM et Rockwell International et il publie une autobiographie intitulée Flight: My Life in Mission Control (2001).
Plus que toute autre personne, Christopher Kraft est responsable de la formation de l'organisation du centre de contrôle de mission de la NASA. Le centre de contrôle de mission du centre spatial Lyndon B. Johnson de Houston — le centre de contrôle de mission Christopher C. Kraft Jr. — est baptisé en son honneur le 14 avril 2011.

## Biographie

### Famille et études

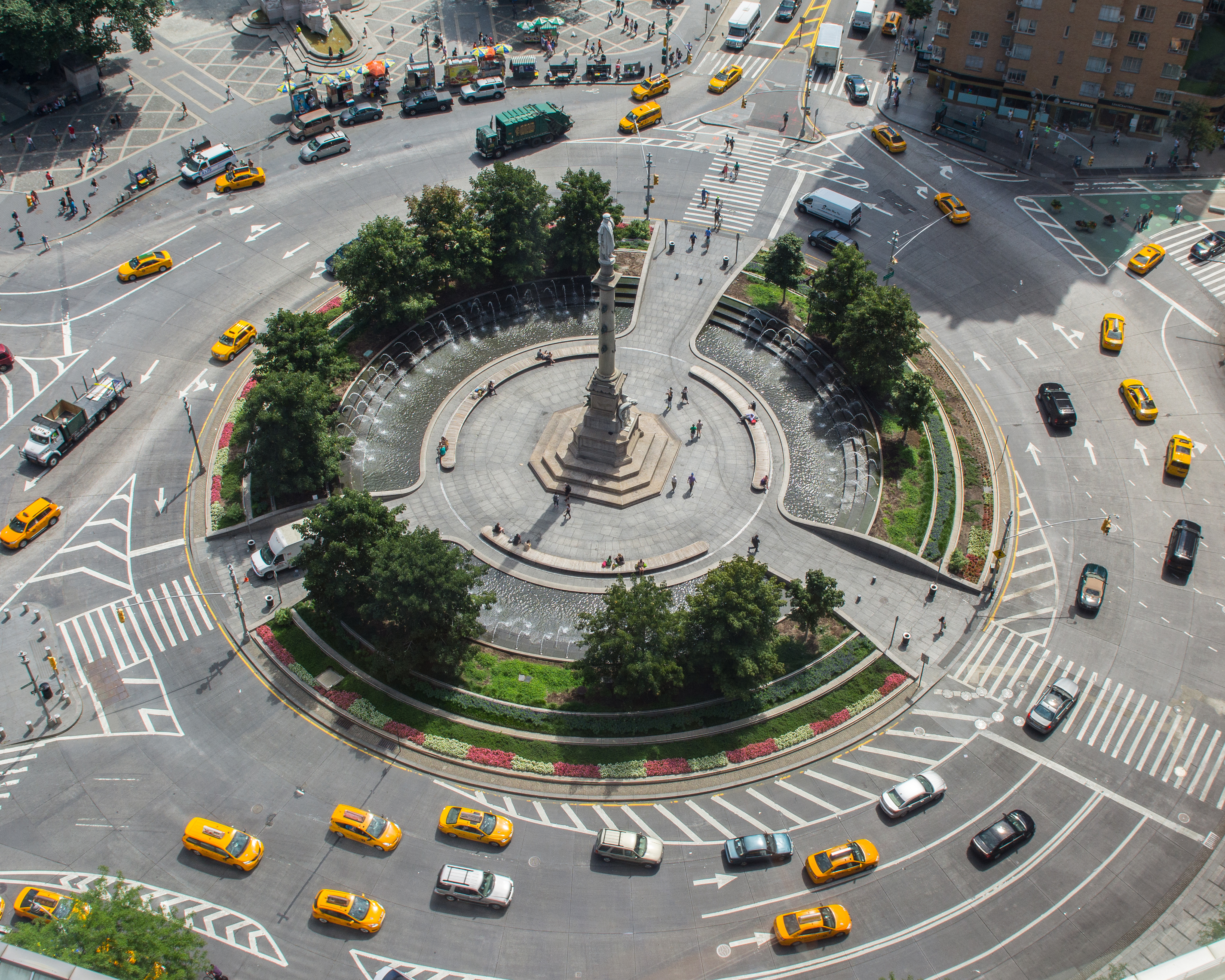
Le deuxième prénom de Christopher Kraft provient du Columbus Circle à Manhattan.

Né à Phoebus — incorporée en 1952 à Hampton — en Virginie le 28 février 1924, Christopher Kraft doit son nom à son père, Christopher Columbus Kraft né à New York en 1892 près du tout nouveau Columbus Circle. Le père de Christopher Kraft, fils d'immigrés bavarois, trouve son nom embarrassant, mais le transmet néanmoins à son fils. Dans les années à venir, Christopher Kraft — ainsi que d'autres commentateurs — le jugera particulièrement approprié par sa référence au navigateur Christophe Colomb, qui inaugure une longue période d'exploration des Européens vers le continent américain au XVe siècle. Christopher Kraft commente ainsi dans son autobiographie que, avec le choix de son nom, « une partie de l'orientation de [sa] vie a été réglée dès le début ». Sa mère, Vanda Olivia (née Suddreth), est infirmière.
Lorsqu'il est enfant, Christopher Kraft joue dans un corps de percussions de l'American Legion et devient le premier clairon de l'État. Il est également un joueur passionné de baseball et continue à pratiquer ce sport à l'université, ayant par exemple, une année, une excellente moyenne au bâton de 0,340.
En 1942, Kraft commence ses études à l'Institut polytechnique et université d'État de Virginie (« Virginia Tech ») et devient membre du corps des cadets de Virginia Tech. Au cours de sa première année, il tente de s'enrôler dans l'armée en tant que cadet de la marine américaine, mais est rejeté à cause d'une main droite blessée, provoquée par une brûlure à l'âge de trois ans. En raison des exigences de la guerre en personnel qualifié, Virginia Tech fonctionne selon un calendrier accéléré de douze mois et Kraft termine ses études en seulement deux ans. En décembre 1944, il obtient un baccalauréat en sciences en ingénierie et technologie spatiale.

### Carrière à la NASA

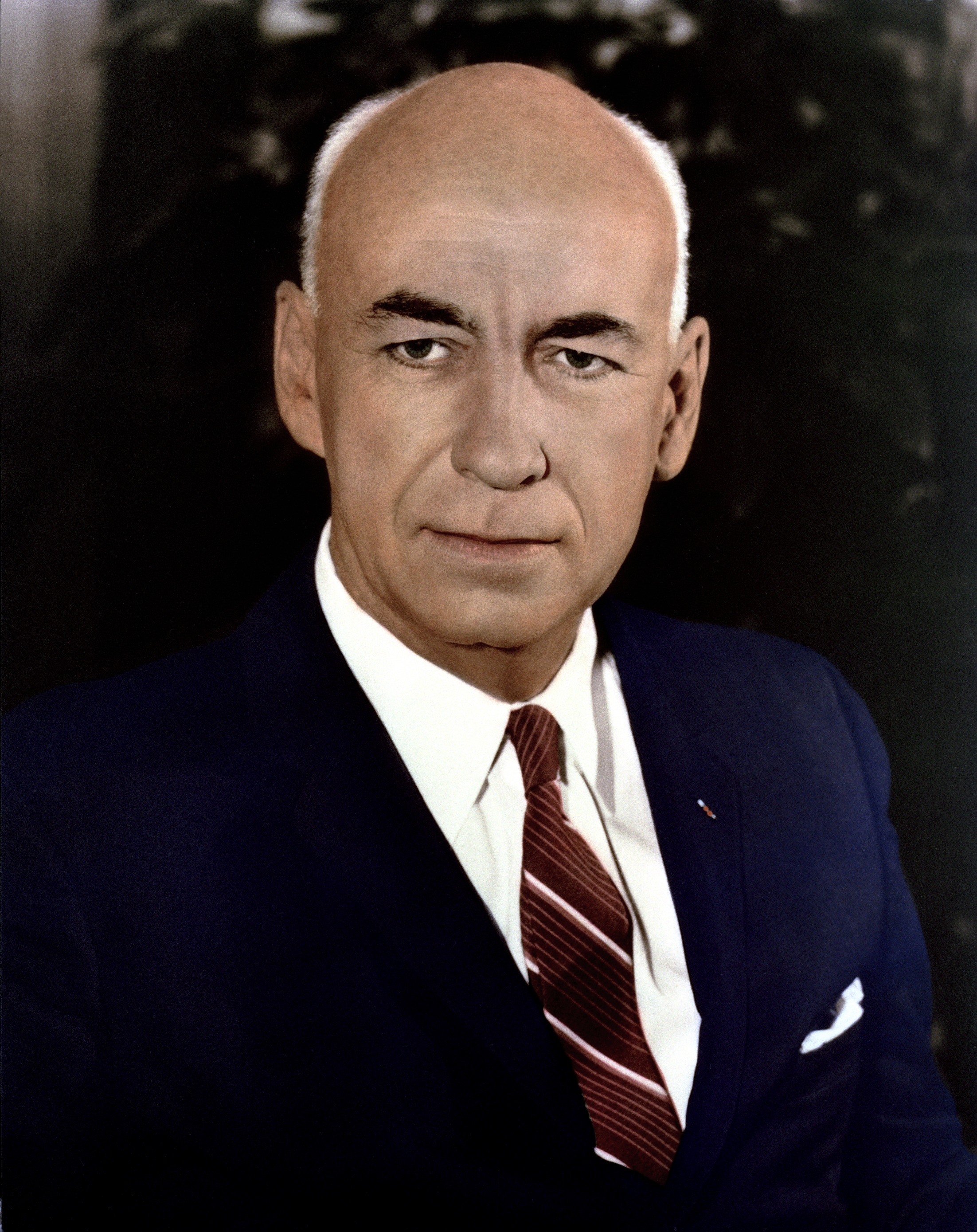
Le pionnier américain de l'aéronautique et de l'astronautique Robert Gilruth, ici vers 1965, deviendra le mentor de Christopher Kraft.

Après avoir obtenu son diplôme, Kraft accepte un poste au sein de la compagnie aéronautique Chance Vought, futur Vought, dans le Connecticut. Il envoie également une candidature au National Advisory Committee for Aeronautics (Naca), une agence gouvernementale dont le centre de recherche Langley est situé à Hampton en Virginie. Kraft considère que c'est trop près de chez lui, mais postule pour se prémunir d'un éventuel refus de Vought. À son arrivée à Chance Vought, il ne peut être embauché sans son acte de naissance, qu'il n'a pas sur lui. Ennuyé par la mentalité bureaucratique de l'entreprise, il décide d'accepter l'offre du Naca, son second choix.
Dans les années 1940, le Naca est un organisme de recherche et développement voué à l'aéronautique de pointe. À Langley, des souffleries de pointe sont utilisées pour tester de nouveaux modèles d'avion et des études sont en cours sur de nouveaux concepts tels que l'avion-fusée Bell X-1. Kraft est affecté à la division de recherche en vol, où Robert Gilruth est alors responsable. Son travail avec le Naca consiste notamment à mettre au point un prototype de système d'atténuation de rafale pour un avion volant dans des conditions de turbulence. Cela implique de corriger les variations induites par l'atmosphère en déviant automatiquement les gouvernes. Il découvre également que les tourbillons marginaux sont responsables de la majeure partie de la turbulence de sillage qu'entraînent les avions en vol. Cette découverte est oubliée puis redécouverte de manière indépendante.
Bien qu'il apprécie son travail, Kraft le trouve de plus en plus stressant, d'autant plus qu'il ne se considère pas comme un théoricien affirmé. En 1956, il est diagnostiqué avec un ulcère et commence à penser à un changement de carrière.

#### Directeur de vol

##### Opérations de vol
En 1957, le vol de Spoutnik 1 par les Soviétiques incite les États-Unis à accélérer leur programme spatial naissant. Le 29 juillet 1958, le président des États-Unis Dwight D. Eisenhower signe le National Aeronautics and Space Act qui créé la National Aeronautics and Space Administration (NASA) et intègre le Naca au sein de cette nouvelle organisation. Le centre de recherche Langley devient partie intégrante de la NASA, tout comme ses employés tels que Kraft. Même avant que la NASA ne commence officiellement à exister en octobre, Gilruth invite Kraft à faire partie d'un nouveau groupe qui travaille sur les problèmes de mise en orbite d'un être humain. Sans trop hésiter, il accepte l'offre. Lorsque le groupe de travail sur l'espace est officiellement formé le 5 novembre, Kraft devient l'un des 35 ingénieurs à être affecté au programme Mercury, qui vise à envoyer un homme dans l'espace.

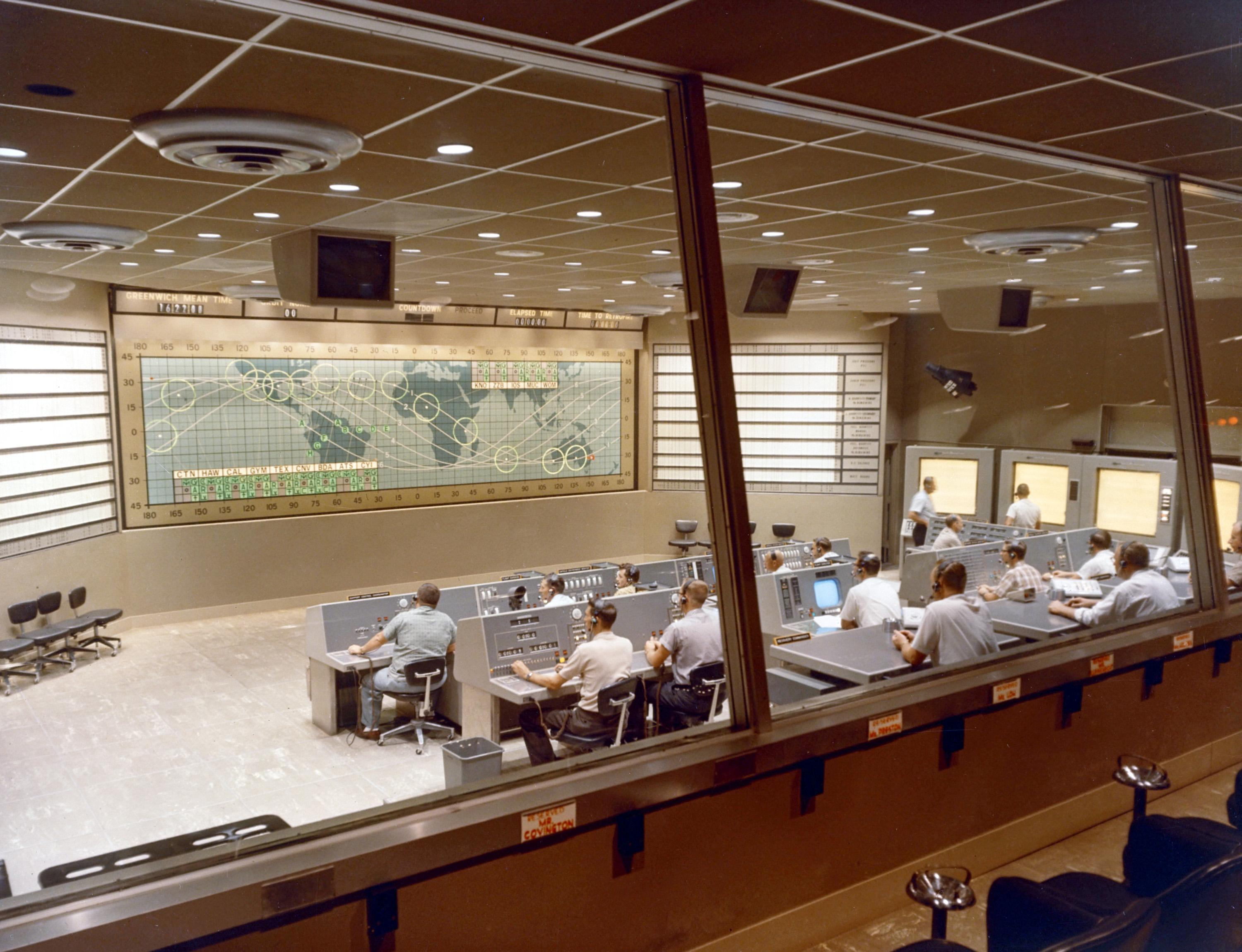
Le centre de contrôle Mercury le 10 septembre 1962 dans sa configuration pour le programme Mercury.

En tant que membre du groupe de travail sur l'espace, Kraft est affecté à la division des opérations aériennes, qui élabore des plans et des arrangements pour l'exploitation de l'engin spatial Mercury en vol ainsi que pour le contrôle et la surveillance des missions depuis le sol. Kraft devient l'assistant de Chuck Mathews, le responsable de la division, et se voit confier la responsabilité d'élaborer un plan de mission. Compte tenu de l'analyse lapidaire du problème par Mathews, cela semble presque simple : « Chris, vous proposez un plan de mission de base. Vous savez, ce qui se passe sur la façon dont nous transportons un homme d'une rampe de lancement dans l'espace et inversement. Ce serait bien si vous le mainteniez en vie ».
Cependant, lorsque Kraft commence à planifier les opérations aériennes de la NASA, aucun être humain n'a encore voyagé dans l'espace. En fait, la tâche qui lui incombe est vaste et nécessite une attention particulière aux plans de vol, aux délais, aux procédures, aux règles de mission, au suivi des engins spatiaux, à la télémesure, à l'assistance au sol, aux réseaux de télécommunications et à la gestion des imprévus.
L'une des contributions les plus importantes de Kraft au vol spatial habité est le concept originel du centre de contrôle de mission. De nombreux ingénieurs du programme Mercury avaient déjà travaillé sur les essais en vol d'aéronefs, dans lesquels le rôle de l'assistance au sol est minimal. Kraft s'est vite rendu compte qu'un astronaute ne peut pas faire beaucoup de choses, en particulier pendant la phase rapide du décollage. Le vaisseau Mercury nécessite cependant une surveillance et un soutien en temps réel d'ingénieurs spécialisés. « J'ai vu une équipe d'ingénieurs hautement qualifiés, chaque expert sur une partie différente de la capsule Mercury. Nous disposerions d'un flux de données de télémesures précises afin que les experts puissent surveiller leurs systèmes, voir et même prévoir les problèmes et transmettre des instructions à l'astronaute ». Ces concepts façonnent le centre de contrôle Mercury situé à la base de lancement de Cap Canaveral en Floride.

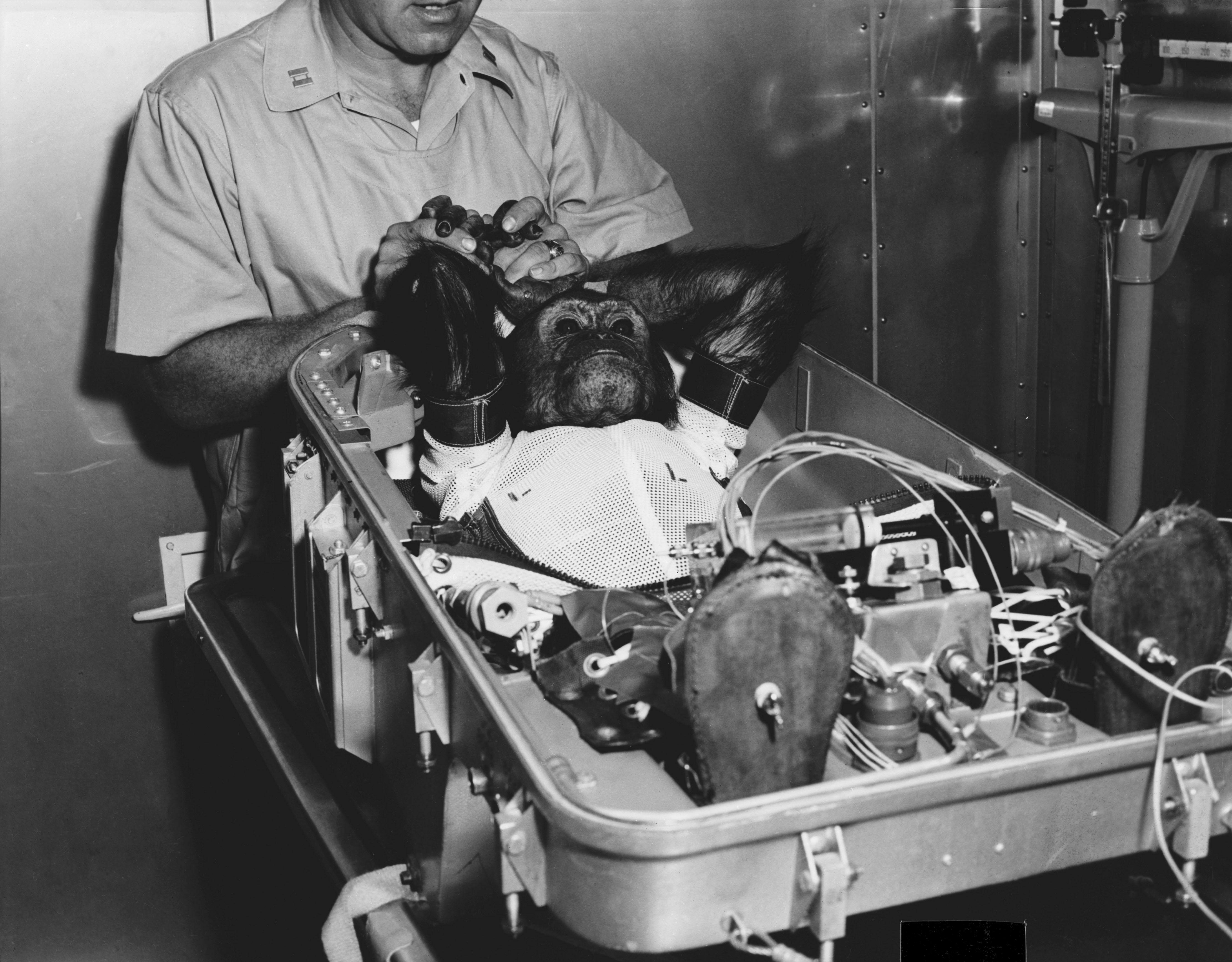
Enos en train d'être préparé avant son insertion dans la capsule Mercury-Atlas 5 le 29 novembre 1961.

Un autre concept important mis au point par Kraft est l'idée du directeur de vol, celui qui coordonne l'équipe d'ingénieurs et prend des décisions en temps réel sur la conduite de la mission. Comme Mathews s'en est souvenu plus tard, Kraft est venu le voir un jour en lui disant : « Il faut qu'il y ait une personne en charge des vols alors que ceux-ci se déroulent réellement, et je veux être cette personne ». De cette manière informelle, le poste de directeur de vol est né.
Le vol de Mercury-Atlas 5, qui envoie le chimpanzé Enos au premier vol spatial orbital américain transportant un passager vivant, est une expérience essentielle pour Kraft. La couverture médiatique de ces premières missions transportant des passagers non humains est quelquefois ironique, à l'instar d'un article du magazine Time qui s'intitulait « Meditative Chimponaut », mais Kraft les considère pourtant comme des tests importants pour les futurs astronautes et les procédures du contrôle de mission, puisqu'ils sont comme des répétitions pour les missions habitées qui allaient suivre. À l'origine, le vol de Mercury-Atlas 5 doit durer trois orbites mais l'échec de l'un des propulseurs au peroxyde d'hydrogène contrôlant l'attitude de l'engin spatial oblige Kraft à prendre la décision de ramener la capsule sur Terre après deux orbites. Après le vol, l'astronaute John Glenn déclare qu'il pense qu'un passager humain aurait pu maîtriser la capsule sans qu'il soit nécessaire d'avorter la mission, affirmant ainsi — selon les mots du Time — la supériorité des astronautes sur les « chimponautes ». Néanmoins, pour Kraft, le vol d'Enos représente une preuve de l'importance de la prise de décision en temps réel dans le centre de contrôle de mission. Cela lui donne également sa première expérience d'une responsabilité, qu'il assumerait en tant que directeur de vol, de la vie d'autrui, qu'il soit humain ou chimpanzé.

##### Programme Mercury

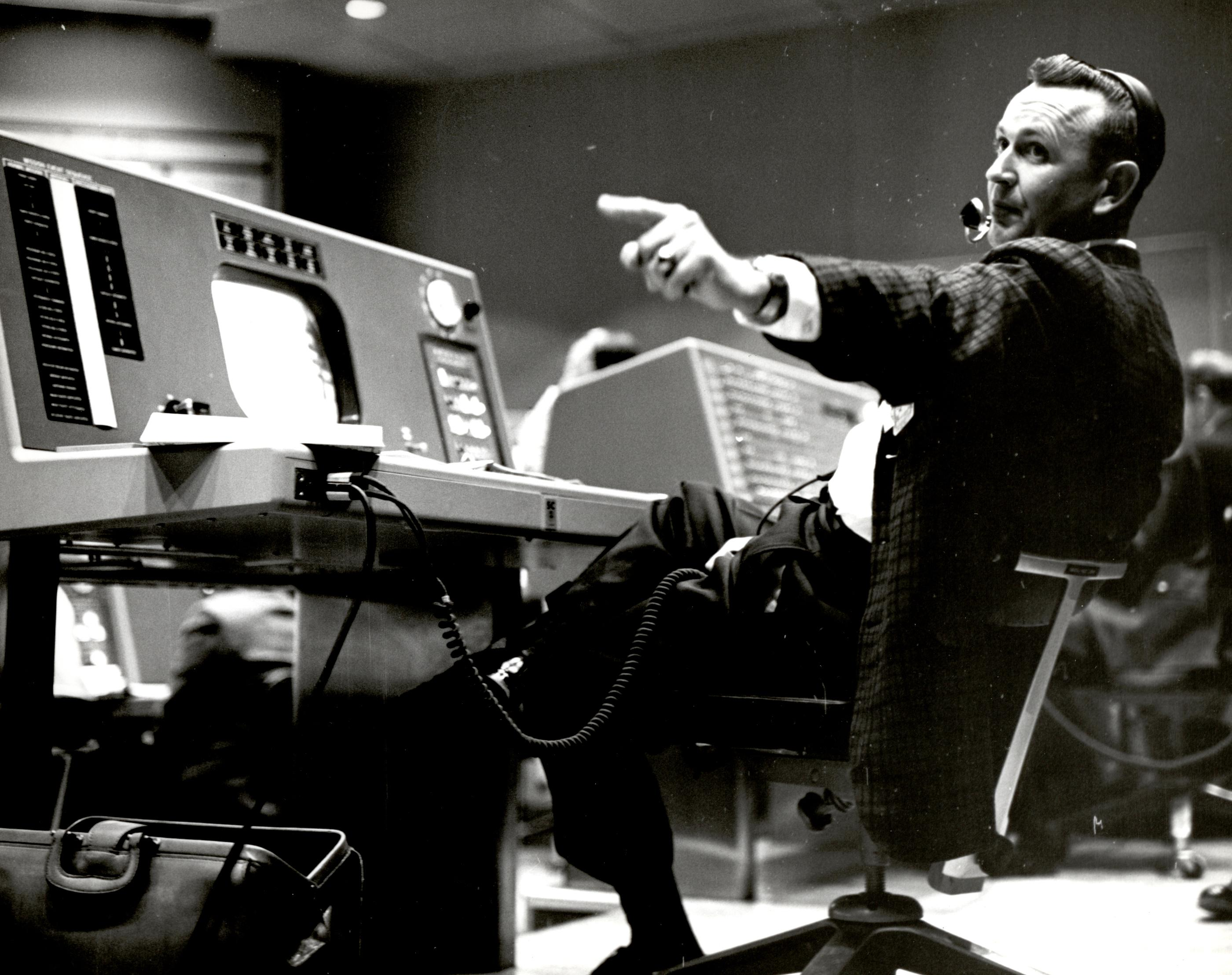
Christopher Kraft travaillant sur sa console au centre de contrôle Mercury dans les années 1960.

Kraft sert de directeur de vol au cours des six missions habitées du programme Mercury. Lors de la dernière mission, Mercury-Atlas 9, il partage la responsabilité avec son adjoint John Hodge.
Mercury-Atlas 6, la mission dans laquelle John Glenn devient le premier Américain à accomplir un vol orbital, s'avère être une expérience éprouvante pour le centre de contrôle de mission et pour Kraft. Un livre sur l'histoire du programme Apollo en parle comme de « l'événement qui a façonné de manière décisive les opérations de vol ». La mission s'est déroulée normalement jusqu'à ce que Glenn entame sa deuxième orbite. À ce moment-là, le contrôleur de système de Kraft, Don Arabian, indique que la télémétrie affiche un indicateur qui laisse supposer que le sac contenant le parachute de la capsule s'est déployé trop tôt alors qu'il est censé se déployer pour réduire la vitesse avant l'amerrissage. Kraft estime que l'indicateur est dû à une instrumentation défectueuse plutôt qu'à un déploiement précoce du sac du parachute. Cependant, s'il se trompe, cela signifie que le bouclier thermique de la capsule, qui est monté sur le sac contenant le parachute, est desserré. Un bouclier thermique desserré peut causer une destruction de la capsule lors de la rentrée atmosphérique.
Après avoir consulté ses contrôleurs de vol, Kraft est convaincu que l'indication est fautive et qu'aucune mesure d'urgence n'est nécessaire. Cependant, ses supérieurs, y compris le concepteur de capsules Mercury Maxime Faget, voient les choses différemment. Ils n'approuvent pas la décision de Kraft, lui ordonnant de demander à Glenn de laisser attachées les rétrofusées de la capsule pendant la rentrée. Le raisonnement est que ces dernières, qui sont liées au bouclier thermique, le maintiendraient en place s'il était desserré. Kraft a toutefois estimé qu'il s'agit d'un risque inacceptable. « J'étais abasourdi », se souvient-il. « S'il restait du combustible solide dans l'une des trois rétrofusées, une explosion pourrait tout détruire ». Il accepte néanmoins de suivre le plan préconisé par Faget et par Walter C. Williams, son supérieur au sein de la division des opérations aériennes. Les rétrofusées sont conservées.

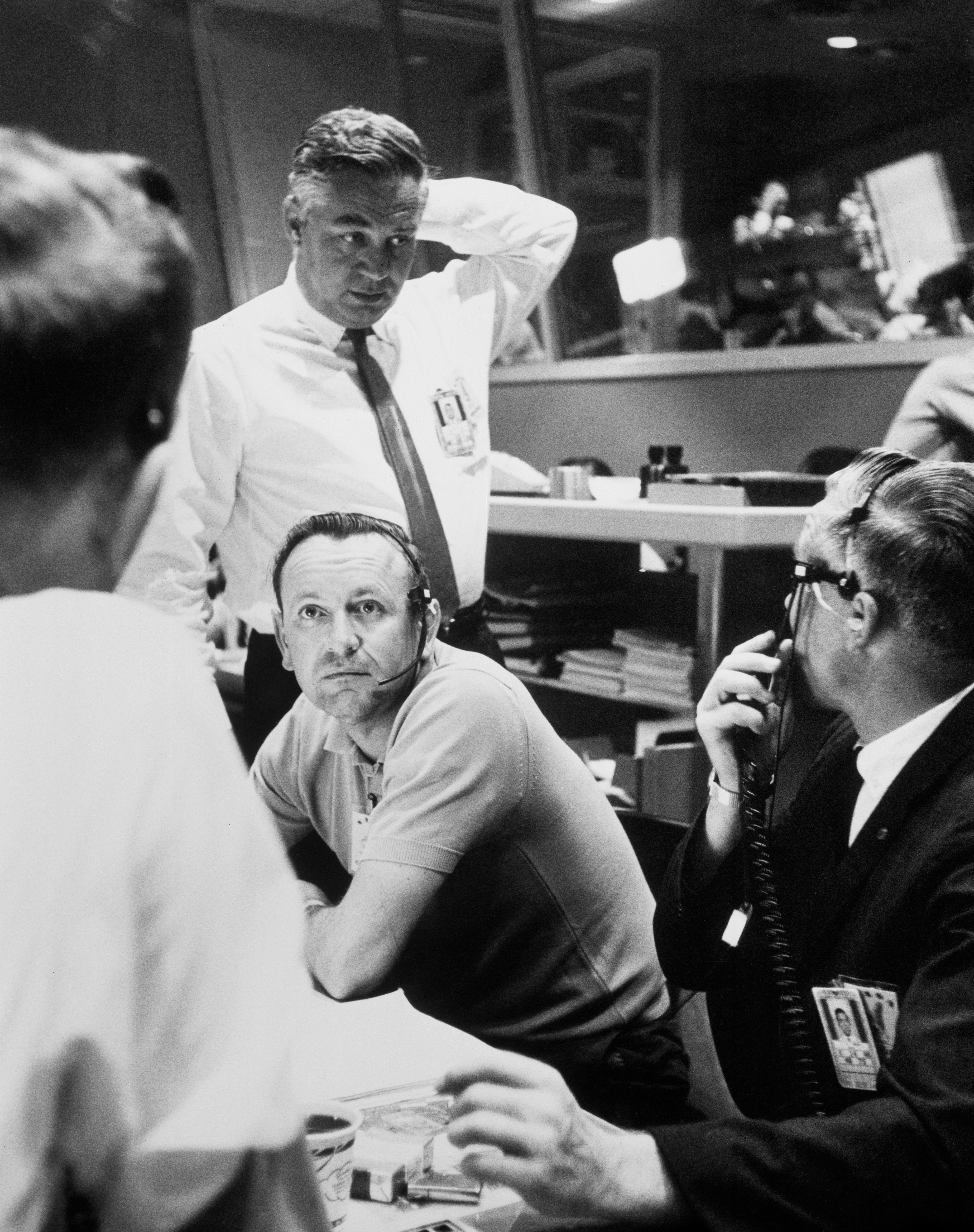
Christopher Kraft (assis) lors de Mercury-Atlas 9 le 16 mai 1963.

Glenn atterrit en toute sécurité, mais une inspection de sa capsule révèle que l'un des commutateurs du sac contenant le parachute est défectueux. Kraft avait donc raison. Le bouclier thermique n'a pas été desserré et les leçons qu'il tire de cette expérience sont claires : « Mes contrôleurs de vol et moi-même étions beaucoup plus proches des systèmes et des événements que tous les cadres supérieurs. À partir de ce moment-là, j’ai juré qu'ils [lutteraient avec ardeur] avant d'annuler toute décision que j'aurais prise ». Son assistant à la mission, Gene Kranz, considère le vol de Glenn comme « le point tournant de l'évolution de Kraft en tant que directeur de vol ».
Avant la mission Mercury-Atlas 7, Kraft s'est opposé au choix de Scott Carpenter en tant qu'astronaute de la mission, déclarant à Williams que le manque de compétences techniques de Carpenter risquait de mettre en danger la mission ou sa propre vie. La mission a eu des problèmes, notamment un taux de consommation de carburant inhabituellement élevé, un indicateur d'horizon artificiel défectueux, une mise à feu tardive des rétrofusées pour la rentrée atmosphérique et un amerrissage à 460 kilomètres de la zone ciblée. Tout au long de la mission, Kraft se sent frustré par le caractère vague des communications de Carpenter avec le centre de contrôle de mission et par ce qu'il considère comme une inattention de Carpenter dans l'exercice de ses fonctions. « Une partie du problème », a-t-il rappelé, « était que Carpenter ne comprenait pas ou ignorait mes instructions ». Alors que certains de ces problèmes sont dus à des défaillances mécaniques et que la responsabilité de certains autres est toujours en discussion, Kraft n'hésite pas à blâmer Carpenter et a continué à parler de la mission pendant des décennies. Son autobiographie, écrite en 2001, nomme le chapitre traitant du vol de Mercury-Atlas 7 « The Man Malfunctioned ». Dans une lettre au New York Times, Carpenter qualifie le livre de « vindicatif et biaisé » et présente une version différente des raisons de la frustration de Kraft : « dans l'espace, les choses se passent si vite que seul le pilote sait quoi faire, et même le contrôle au sol ne peut aider. Peut-être est-ce pourquoi il est encore furieux après toutes ces années ».
À la fin du programme Mercury, Kraft est invité à assister à une cérémonie à la roseraie de la Maison-Blanche où il reçoit la médaille du commandement exceptionnel de la NASA, remise par le président des États-Unis John Fitzgerald Kennedy et l'administrateur James E. Webb de la NASA. « Peu d'entre nous ont des jours comme ceux-ci dans leur vie », se souvient Kraft.

##### Programme Gemini

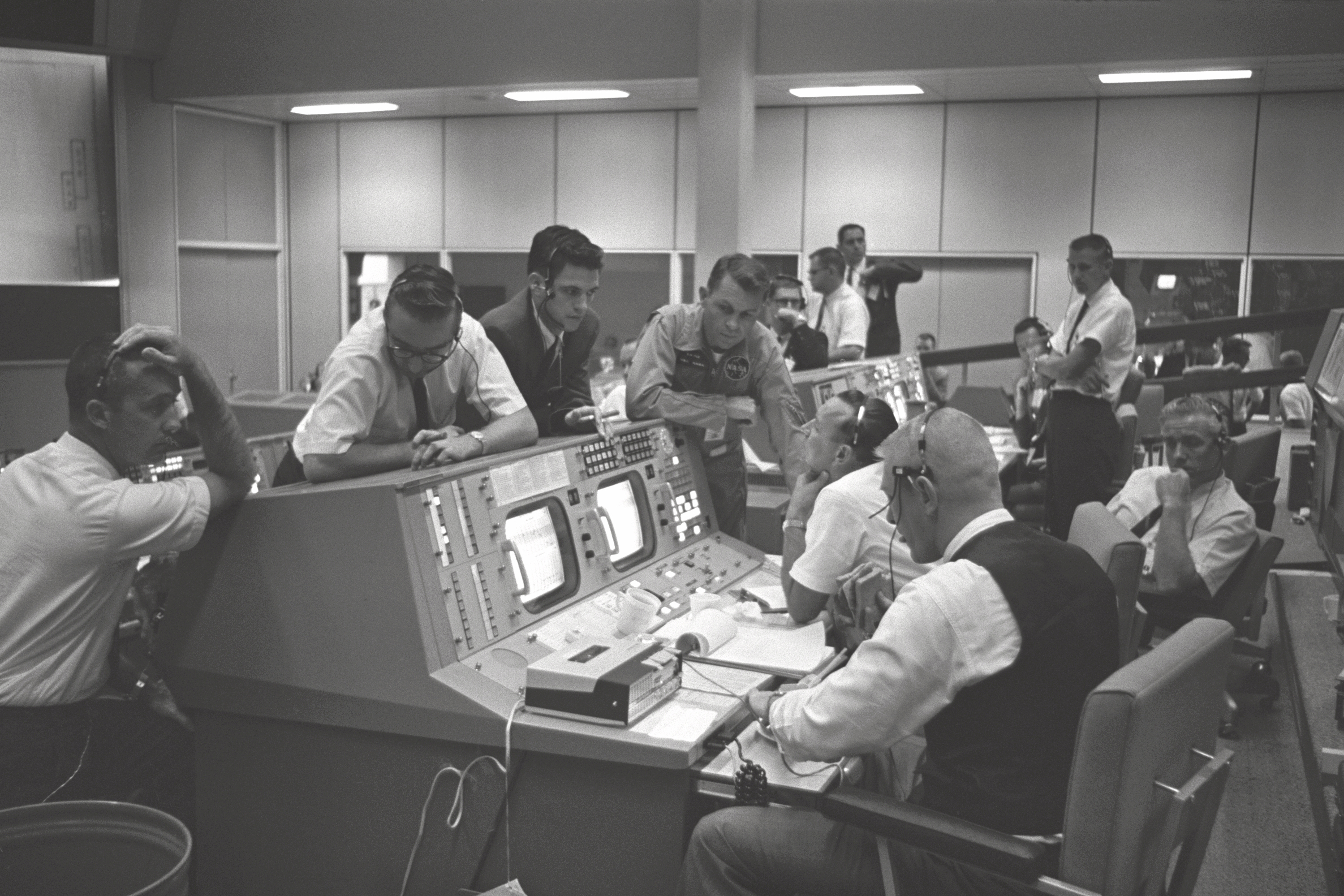
Durant la mission Gemini 5, Christopher Kraft (assis au centre) échange avec des contrôleurs de vol et des astronautes. Des piles à combustible défectueuses ont presque forcé la fin de la mission.

Au cours du programme Gemini, le rôle de Kraft change encore. Il est maintenant chef des opérations de la mission, responsable d'une équipe de directeurs de vol, bien qu'il soit toujours lui-même directeur de vol. En raison de la plus grande durée des missions Gemini, le centre de contrôle de mission est désormais assuré par trois équipes qui se relayent. Selon l'historien de l'espace David Harland, « Il est clair que le contrôle en vol faisant face à une courbe d'apprentissage, ces arrangements étaient une expérience à part entière ». Pourtant, Kraft réussit remarquablement à céder la responsabilité à ses collègues directeurs de vol ; sans doute avec trop de succès, comme l'a constaté Gene Kranz lors de son premier transfert d'équipe sur Gemini 4. Comme le rappelle Kranz, « il a juste dit : « Vous êtes responsable » et est « sorti ». Le programme Gemini représente une série de premières pour la NASA comme le premier vol avec deux astronautes, le premier rendez-vous spatial, la première sortie extravéhiculaire. Kraft est de service lors de plusieurs de ces événements historiques. La première sortie extravéhiculaire américaine a lieu pendant la mission Gemini 4 et Kraft, à sa console, se rend compte qu'il doit se forcer à se concentrer sur son travail, distrait par les descriptions « hypnotisantes » d'Edward White sur la vision de la Terre en dessous de lui. Il peut facilement comprendre l'euphorie que White ressent lors du spectacle, mais il est également conscient de la discipline nécessaire pour assurer la sécurité du vol. White retarde son retour dans la capsule et un problème de communication empêche le Capsule Communicator (CAPCOM), Virgil Grissom, de faire en sorte que l'équipage entende l'ordre de mettre fin à la sortie dans l'espace. Lorsque le contact est finalement rétabli, Kraft exprime sa frustration à Grissom.
Après Gemini 7, Kraft se retire de son travail au centre de contrôle de mission, permettant à d'autres directeurs de vol de prendre en charge les missions restantes afin de pouvoir consacrer plus de temps à la planification du programme Apollo. Il siège à deux commissions d'examen de la North American Aviation, le fournisseur responsable de la capsule Apollo. Pourtant, Kraft a toujours le sentiment de ne pas être au centre de l'action, en particulier après le retour en urgence de Gemini 8. Les astronautes et les contrôleurs de mission ont pris les bonnes décisions, mais, comme Kraft l'a avoué à Robert Gilruth, il aurait souhaité être celui en charge.

##### Incendie d'Apollo 1

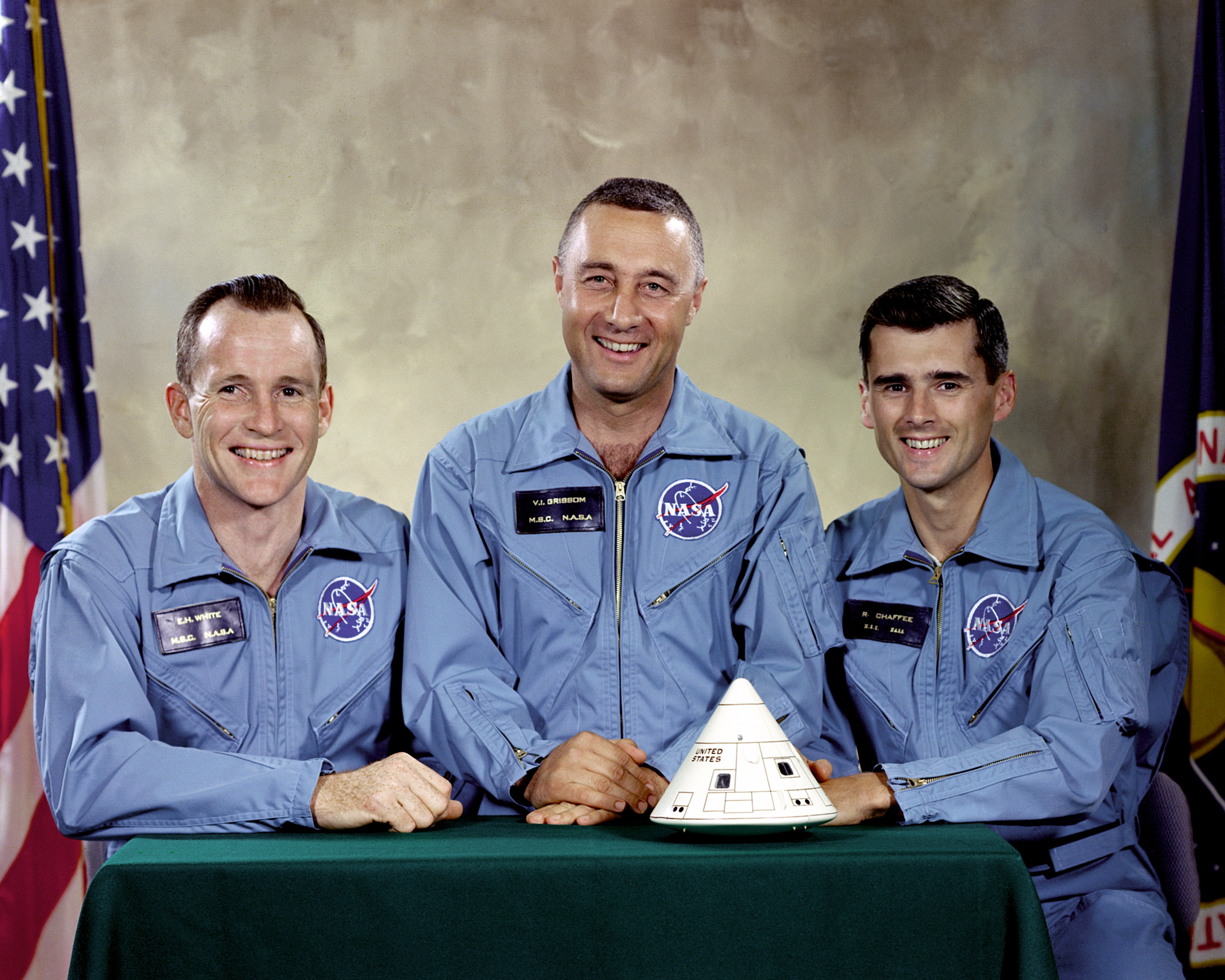
L'équipage d'Apollo 1 : White, Grissom et Chaffee.

Avec le début du programme Apollo, Kraft doit reprendre son rôle dans centre de contrôle de mission. Il doit être le directeur de vol de la première mission Apollo habitée, l'AS-204 (plus tard baptisée Apollo 1), dont le lancement doit avoir lieu au début de l'année 1967. Cependant, le 27 janvier 1967, les trois membres de l'équipage sont tués dans un incendie au cours d'un entraînement au complexe de lancement. Au moment de l'incendie, Kraft est dans le contrôle de mission, mais dans les circonstances, il ne peut rien faire. Trois astronautes, Virgil Grissom, Edward White et Roger B. Chaffee, y trouvent la mort. Betty Grissom, la veuve d'un des astronautes, demande à Kraft de faire partie des porteurs du cercueil de son mari lors de ses funérailles au cimetière national d'Arlington.

##### Personnalité publique
Au cours des années 1960, Kraft est un nom bien connu en Amérique. Il fait la couverture du numéro du 27 août 1965 de Time dans lequel il est présenté comme le « chef d'orchestre d'un poste de commandement ». Dans son entretien avec Time, Kraft se compare à Christophe Colomb, affichant ce que le magazine décrit comme « une fierté presque colérique » dans son travail. « Nous en savons beaucoup plus sur ce que nous devons faire que lui, et nous savons où nous allons » déclare Kraft. L'article décrit le rôle de Kraft dans la mission Gemini 5 et s'appuie sur les comparaisons fréquentes de Kraft entre son poste de directeur de vol et celui de chef d'orchestre. « Le chef d'orchestre ne peut pas jouer de tous les instruments. Il est même possible qu'il ne puisse en jouer aucun. Mais il sait quand le premier violon doit jouer, quand les trompettes doivent être fortes ou faibles et quand le percussionniste doit jouer du tambour. Il mélange tout cela et sort de la musique. C'est ce que nous faisons ici ». Kraft est d'abord surpris par la décision du magazine Time de le mettre sur la couverture, déclarant au responsable des affaires publiques de la NASA : « Ils se sont trompés de gars. Ce devrait être Bob Gilruth … pas moi ». Il accepte finalement l'idée et le portrait de lui qui est peint pour la couverture est devenu l'un de ses biens les plus précieux.

##### Relations avec le corps des astronautes

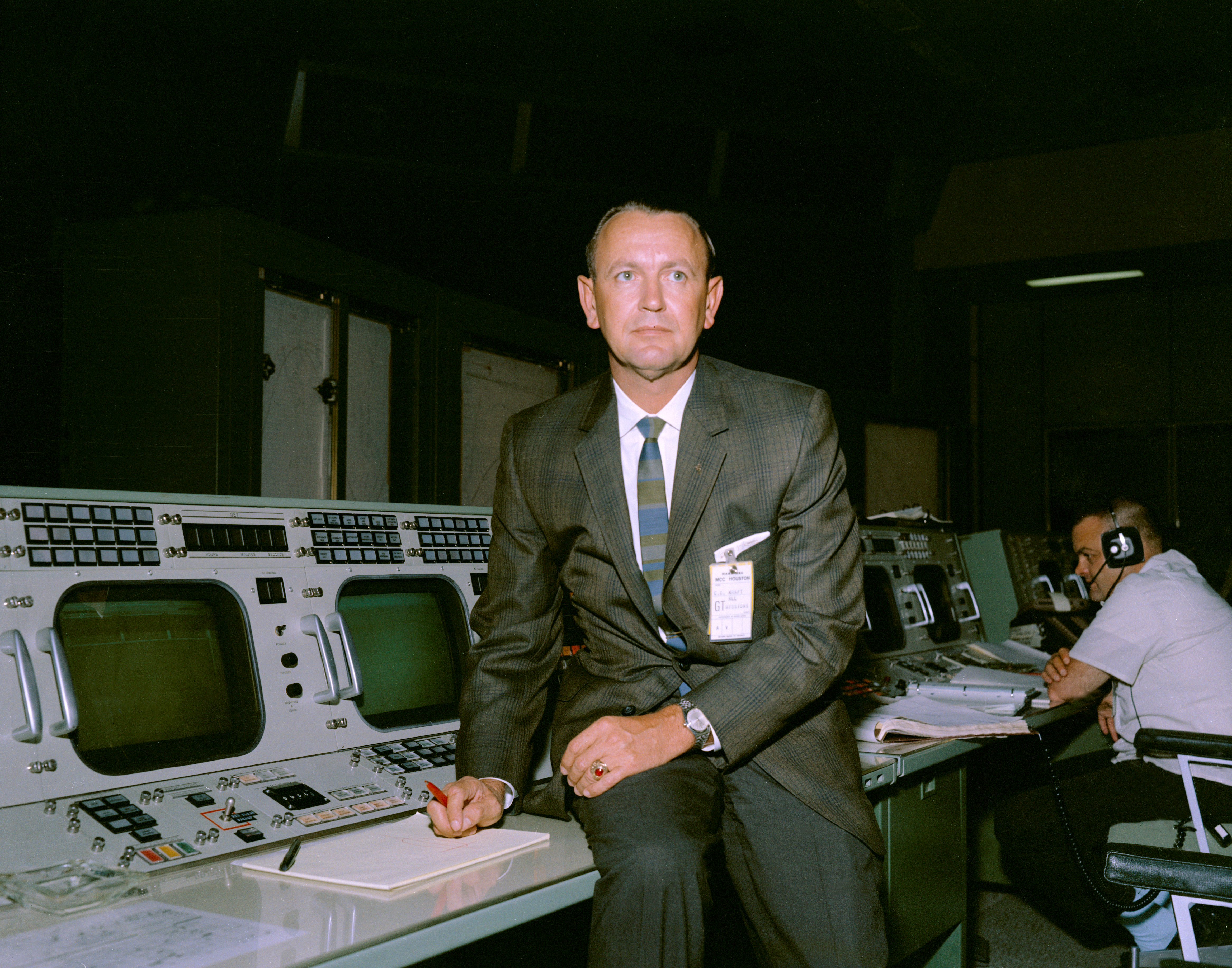
Christopher Kraft devant sa console avant la mission Gemini 5 le 15 août 1965.

Après le vol de John Glenn, Kraft jure qu'il ne permettra plus que ses décisions en tant que directeur des vols soient annulées par quiconque se trouvant en dehors du contrôle de mission. Le règlement portant sur les missions, dont la rédaction est supervisée par Kraft, indique que « le directeur de vol peut, après analyse du vol, choisir de prendre les mesures nécessaires pour mener à bien la mission ». Pour Kraft, le directeur de vol doit s'occuper de tous les aspects de la mission, y compris de contrôler les actions des astronautes. Dans son entretien de 1965 avec le Time, il déclare ainsi : « [Le] type sur le terrain contrôle finalement la mission. Cela ne fait aucun doute dans mon esprit ou dans celui des astronautes. Ils vont faire ce qu'il dit ».
Kraft intervient parfois pour veiller à ce que sa conception de l'autorité du directeur de vol soit maintenue. Au moment du vol de la mission Apollo 7, comme il est promu chef de la division des opérations aériennes, c'est donc Glynn Lunney qui est directeur de vol en chef et doit composer directement avec le comportement de l'équipage que Kraft considère comme « insubordonné ». Comme le commente Kraft dans ses mémoires, « c'était comme si on avait une place au bord de la piste du [cirque Wally Schirra] ». Le commandant de la mission, Walter Schirra, agacé par les changements de dernière minute dans le calendrier de l'équipage et souffrant d'un gros rhume, refuse à plusieurs reprises d'accepter les ordres du sol. Bien que les actions de Schirra soient couronnées de succès à court terme, Kraft décide, en consultation avec le chef du Bureau des astronautes Deke Slayton, qu'aucun membre de l'équipage d'Apollo 7 ne vole plus. Cependant, Schirra a décidé avant le vol de prendre sa retraite après cette mission. Kraft a déjà tenu des propos similaires dans le cas de l'astronaute Scott Carpenter. Après la mission Mercury troublée de Carpenter, Kraft écrit : « J'ai juré que Scott Carpenter ne volerait plus jamais dans l'espace ». Le résultat : « Il ne l'a pas fait ».

#### Responsable et mentor

##### Planification des missions Apollo
Après l'incendie d'Apollo 1 en 1967, Christopher Kraft conclut à contrecœur que ses fonctions de responsable d'équipe l'empêchent de servir de directeur de vol pour la prochaine mission habitée, Apollo 7, et pour les missions suivantes. Désormais, son implication dans le programme Apollo se situe donc à un niveau supérieur.

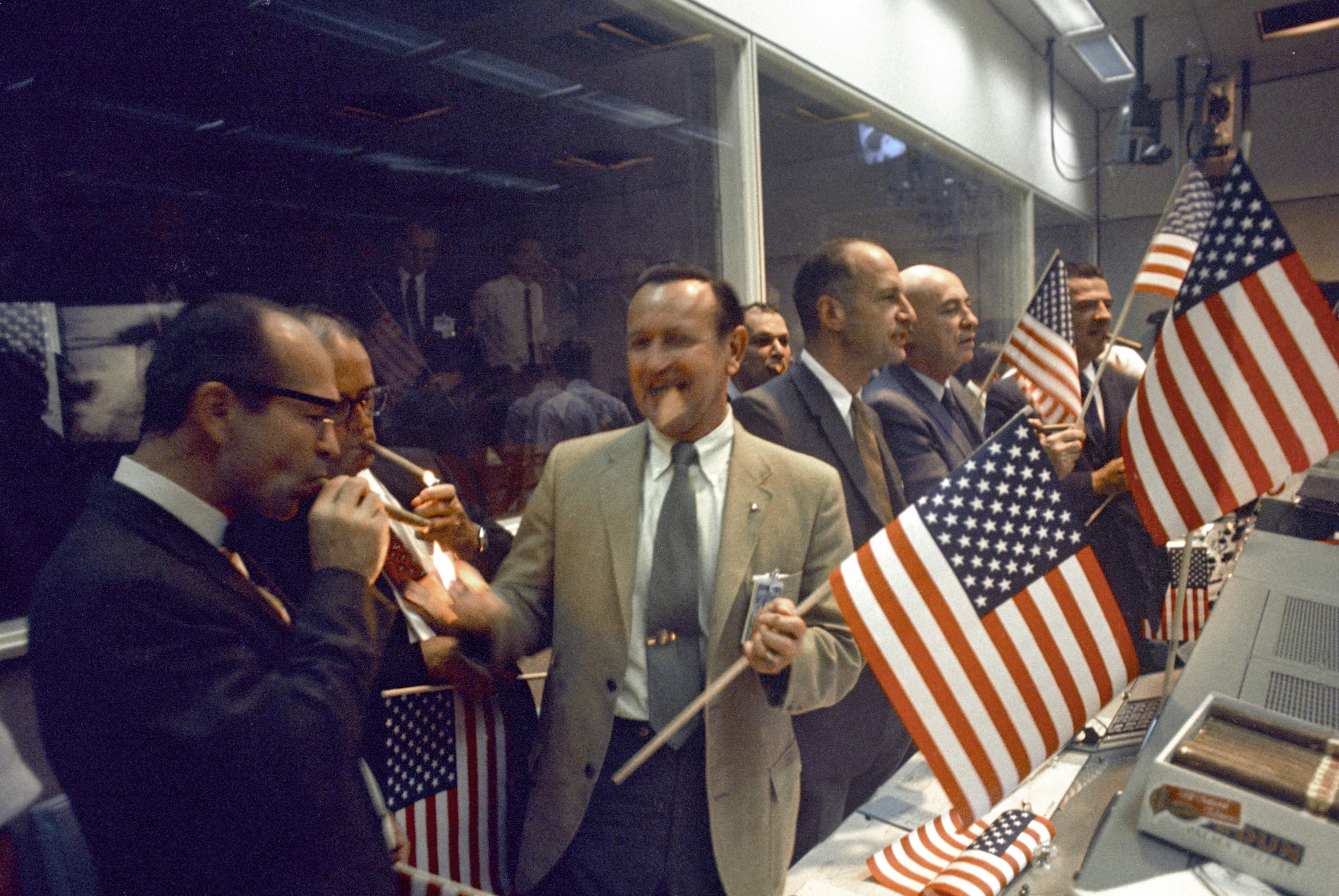
Christopher Kraft et d'autres membres du centre de contrôle de mission se félicitant de la réussite de la mission Apollo 11 l'apogée du programme Apollo le 24 juillet 1969.

En tant que directeur des opérations aériennes, Kraft participe étroitement à la planification des grandes lignes du programme. Il est l'un des premiers responsables de la NASA à participer à la décision d'envoyer Apollo 8 sur un vol circumlunaire. En 1968, à cause de problèmes liés au développement du module lunaire Apollo, la NASA risque de retarder la mission d'essai complète d'Apollo jusqu'en 1969. En remplacement, George Low, directeur du Bureau du programme du vaisseau Apollo, a l'idée de confier un nouveau profil de mission à Apollo 8, qui puisse être utilisé sans le module lunaire. L'idée est discutée début août lors d'une réunion entre Low, Kraft, Gilruth et Deke Slayton : « Nous quatre… étions devenus un comité non officiel qui se réunissait souvent dans le bureau de [Robert] pour discuter de problèmes, de plans et d'idées décalées. Peu de choses se sont déroulées dans les [missions] Gemini ou dans Apollo, qui ne proviennent ni de nous ni de notre contribution ». Le plan de Low est de planifier la mission en décembre, ce qui laisse peu de temps à la division des opérations aériennes pour s’entraîner et se préparer. Après avoir convenu que la mission est en principe possible, Kraft s'est adressé à ses planificateurs de mission et à ses directeurs de vol afin de déterminer si leurs équipes et eux-mêmes pourraient être prêts dans les délais impartis. « J'avais la tête pleine de ce que nous devions faire », se souvient Kraft. « Mais c'était un sacré défi ».
Le 9 août, Gilruth, Low, Kraft et Slayton se rendent au centre de vol spatial Marshall à Huntsville en Alabama où ils informent les responsables de la NASA, notamment Wernher von Braun et Rocco Petrone, de la mission prévue. Le 14 août, avec le groupe de Huntsville, ils se rendent au siège de la NASA à Washington pour informer l'administrateur adjoint Thomas O. Paine. À son tour, Paine recommande la mission à l'administrateur James E. Webb, qui donne à Kraft et à ses collègues le pouvoir de commencer les préparatifs de la mission.
Lors de la planification d'Apollo 8, l'une des responsabilités de Kraft consiste à veiller à ce qu'une flotte de la marine attende pour récupérer l'équipage lorsqu'il amerrit à la fin de la mission. Cela s'avère un défi inhabituel, car une grande partie de la flotte de l'United States Navy dans l'océan Pacifique serait en permission au cours de la période de Noël et du Nouvel An. Kraft a dû rencontrer personnellement l'amiral John S. McCain, Jr. afin de le convaincre de mettre les ressources nécessaires à la disposition de la NASA.

##### Missions Apollo

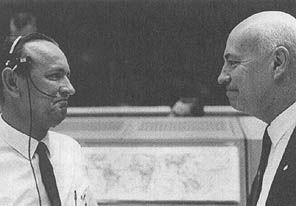
Christopher Kraft et Robert Gilruth dans le centre de contrôle de mission vers 1965.

La veille de Noël 1968, Apollo 8 se met en orbite autour de la Lune. Seulement dix ans plus tôt, Kraft avait rejoint le groupe de travail sur l'espace nouvellement formé par Gilruth. Maintenant, les deux hommes sont assis ensemble dans le centre de contrôle de mission et réfléchissent au chemin parcouru. Autour d'eux, les applaudissements résonnent dans la salle, mais Kraft et Gilruth se réjouissent plus calmement. « C'était un pandémonium glorieux, et à travers le brouillard dans mes propres yeux, j'ai vu Bob Gilruth essuyer les siens en espérant que personne ne le verrait pleurer. J'ai posé ma main sur son bras et l'a pressé. […] Il a soulevé ma main de son bras et l'a serrée fortement. Il n'y avait pas de mots de l'un ou l'autre de nous. [Nos gorges serrées] les retenaient ».
Kraft s'est de nouveau retrouvé spectateur lors de l'alunissage de la mission Apollo 11, qu'il regarde depuis le centre de contrôle, assis avec Gilruth et George Low. Il joue un rôle plus actif dans les événements survenus au cours de la crise d'Apollo 13. Appelé au centre de contrôle par Gene Kranz presque immédiatement après l'accident, Kraft préside la réunion qui décide de la méthode qu'Apollo 13 utilise pour retourner sur Terre.

##### Mentor

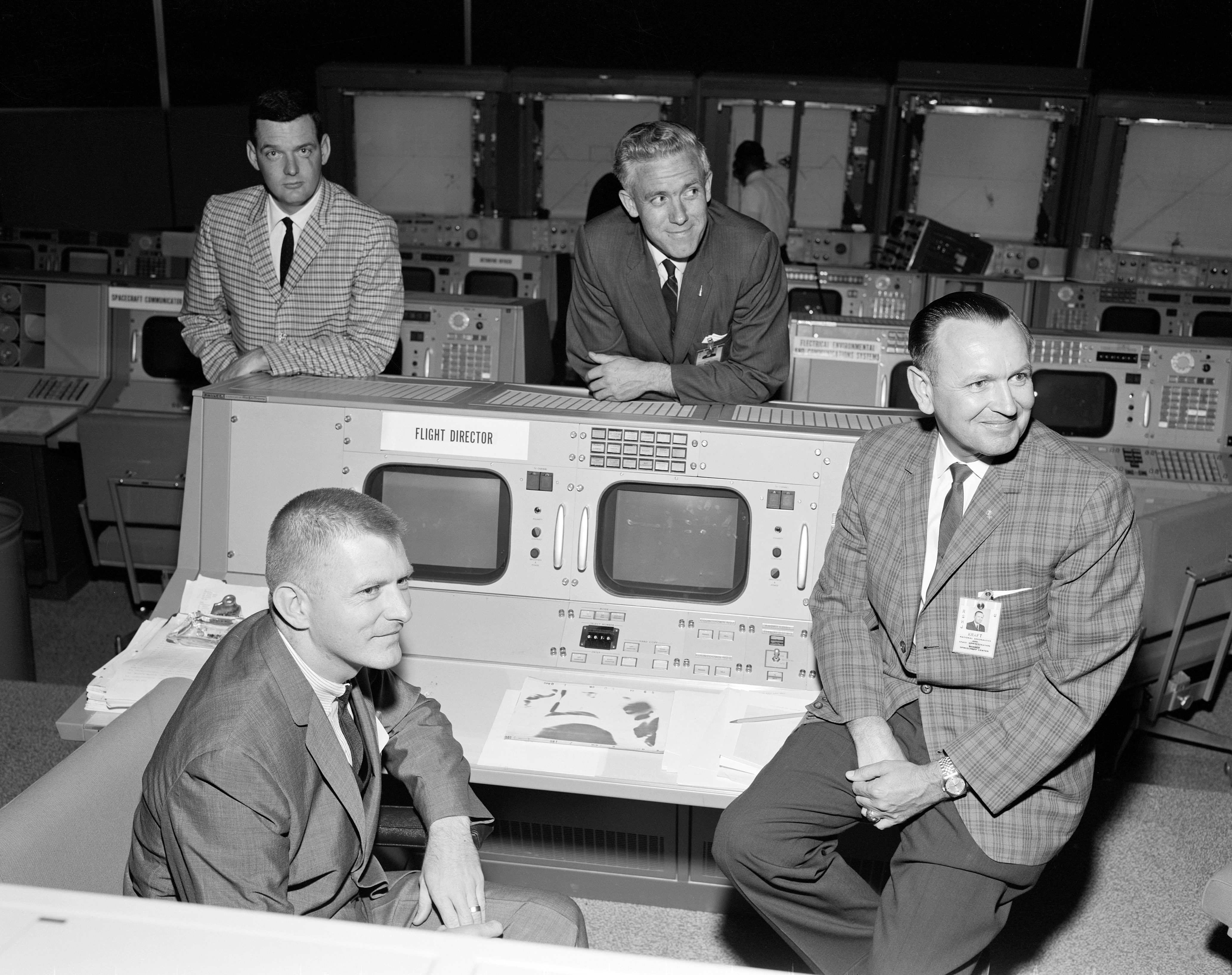
Christopher Kraft avec les nouveaux directeurs de vol avant la mission Gemini 4. Kraft (en bas à droite), Gene Kranz (en bas à gauche), Glynn Lunney (en haut à gauche) et John Hodge (en haut à droite).

De nombreux ingénieurs d'Apollo, qui deviennent plus tard des cadres supérieurs, considèrent que Kraft est l'un des meilleurs responsable d'équipe du programme. Il sélectionne et forme personnellement toute une génération de directeurs de vol de la NASA, dont John Hodge, Glynn Lunney et Gene Kranz, le dernier d'entre eux évoquant Kraft simplement comme « Le Professeur » (« The Teacher »). Selon les historiens spécialistes de l'espace, Charles Murray et Catherine Bly Cox, Kraft « a donné le ton à l'une des caractéristiques les plus frappantes des opérations de vol : la confiance absolue — pas envers les supérieurs hiérarchiques mais l'inverse ».
Les principes que Kraft inculquent ont toujours un impact sur le centre spatial Lyndon B. Johnson longtemps après son départ à la retraite. Comme Glynn Lunney le dit en 1998 : « Il a […] inculqué une idée de ce qui était bien, de ce qui était mal, de ce que vous deviez faire, de votre qualité, et de ces normes qu'il intégrait en quelque sorte à chacun, par son propre exemple et par ce qu'il avait fait avec nous  […] [et elle] continue aujourd'hui. Le centre de contrôle aujourd'hui […] est le reflet de Chris Kraft ».
Kraft peut toutefois être un chef de projet sévère, indiquant clairement qu'il n'y a pas de place dans la division des opérations de vol pour ceux qui ne respectent pas ses normes rigoureuses. « Se tromper est humain, mais le faire plus d'une fois est contraire à la politique de la Direction des opérations aériennes » disait-il. Les subordonnés qui déplaisent beaucoup à Kraft peuvent ainsi se voir privés de la possibilité de se rattraper auprès de lui. Kraft possède en effet le pouvoir de mettre fin à une carrière au centre spatial. Comme le rappelle le contrôleur de mission Seymour Liebergot, « s'il était derrière vous, vous disposiez de tout le poids dont vous aviez besoin ; s'il était contre vous, vous étiez de la viande morte ».

#### Directeur

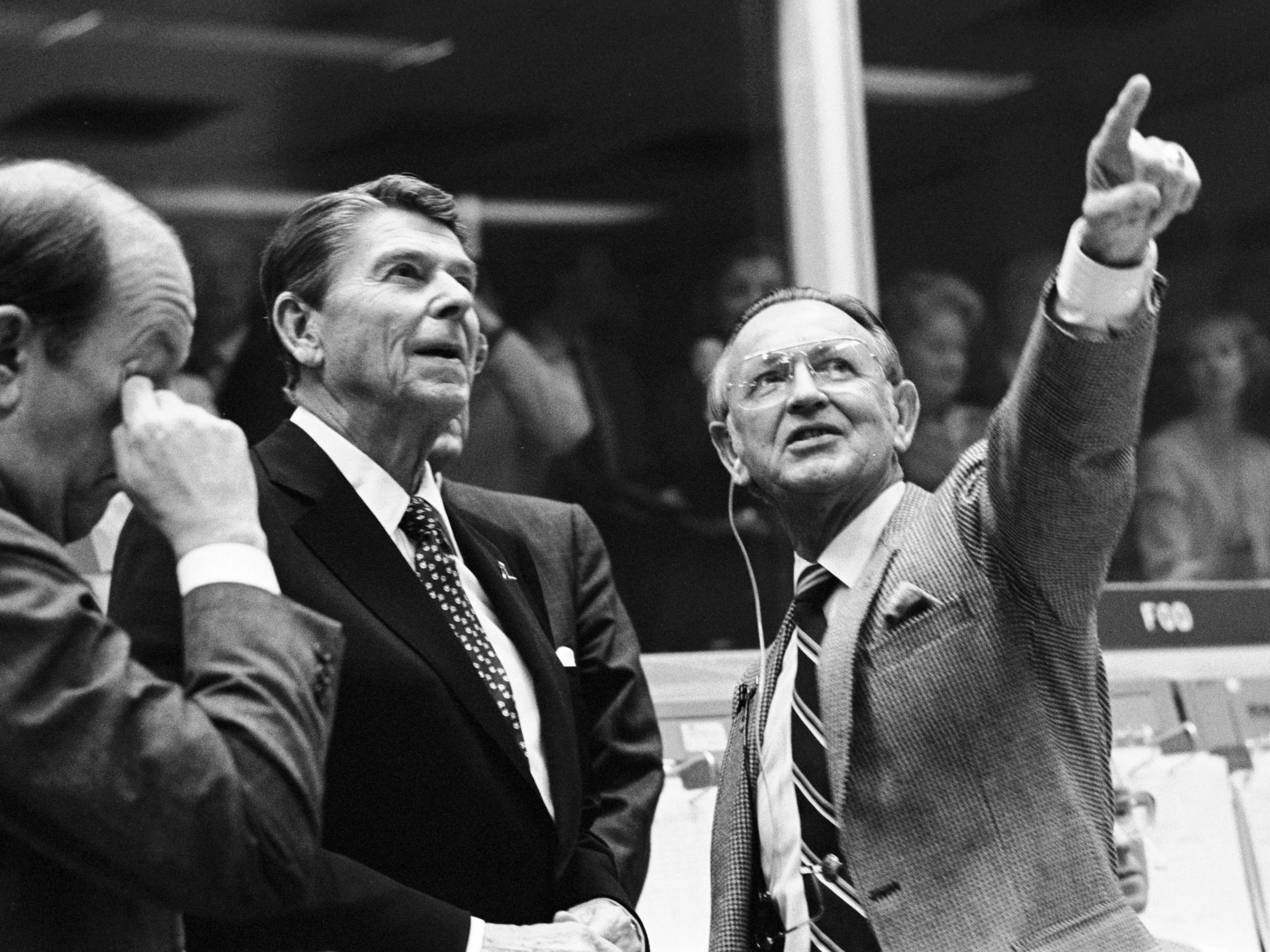
Christopher Kraft montre au président des États-Unis Ronald Reagan le centre de contrôle de mission durant la mission STS-2 le 13 novembre 1981.

En 1969, Kraft est nommé directeur adjoint du Manned Spacecraft Center (MSC), futur centre spatial Lyndon B. Johnson. Le 14 janvier 1972, il devient directeur du MSC, en remplacement de Gilruth, pour qui Kraft travaille depuis son arrivée à Langley en 1945. Le spécialiste de l'espace, Anthony Young, a décrit Kraft comme un « superbe successeur » de Gilruth, deuxième après lui dans l'histoire des directeurs de centre.
Kraft peut prendre sa retraite au début des années 1980, mais il choisit de ne pas activer cette option. Il reste directeur du centre dans le statut de « pensionnaire réemployé », recevant sa pension du gouvernement mais étant toujours employé par la NASA. En 1981, il est impliqué dans un conflit avec l'administrateur de la NASA et d'autres hauts responsables au sujet de la conduite de la mission STS-2 de la navette spatiale américaine et de questions relatives à l'organisation et à la gestion de la NASA. Cela contribue à rendre sa position à la NASA plus délicate.
En avril 1982, Kraft fait une « annonce surprise » : il déclare son intention de quitter son poste de directeur de centre à la fin de l'année. Il nie le fait que sa démission a un lien quelconque avec la menace potentielle de voir le centre spatial perdre son rôle de premier plan dans les opérations de la navette spatiale ou dans le développement de la station spatiale Freedom de la NASA.

### Carrière postérieure

#### Consultant

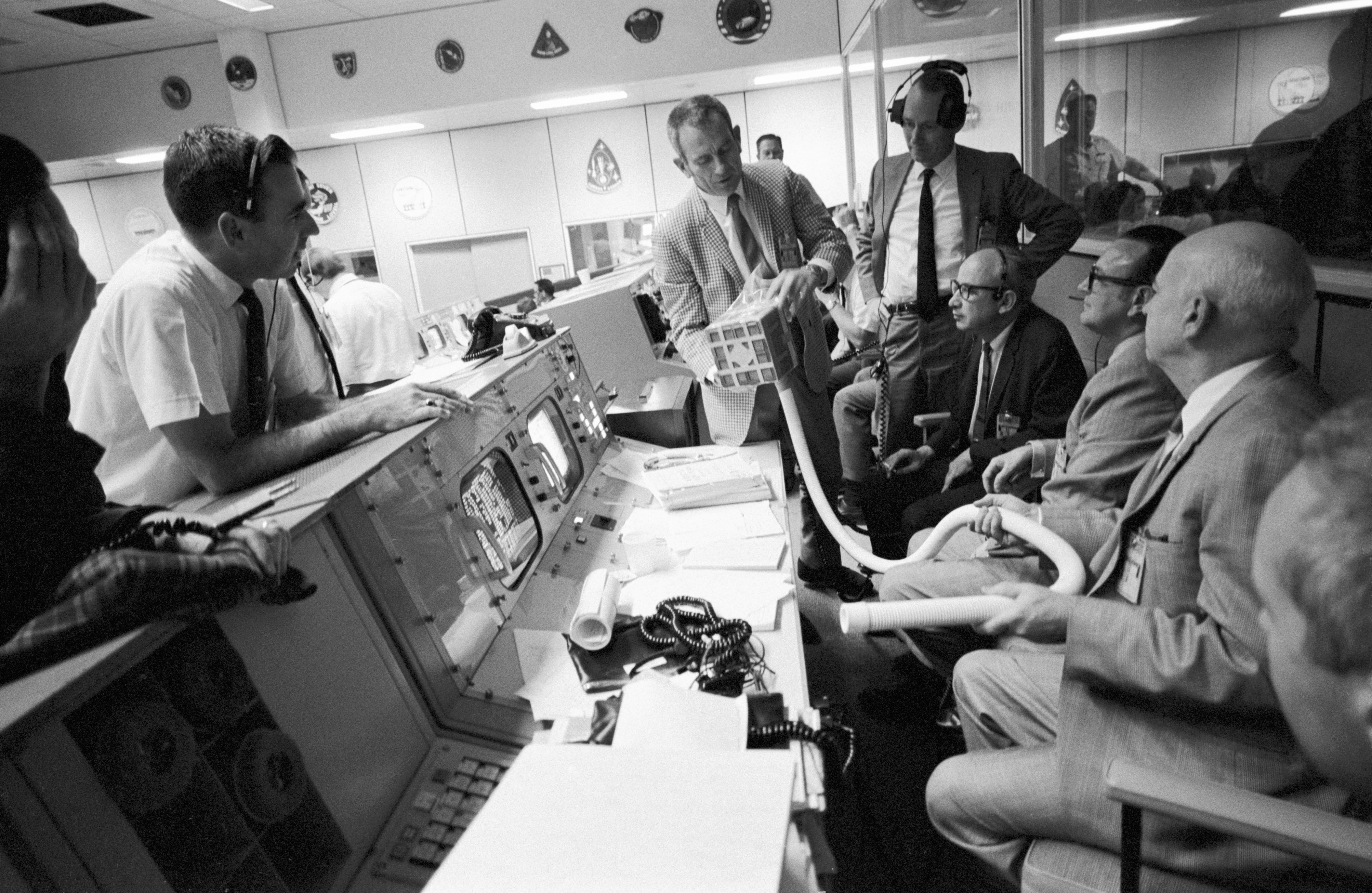
Deke Slayton montrant à plusieurs responsables dont Christopher Kraft l'adaptateur conçu par Ed Smylie pour utiliser des cartouches d'hydroxyde de lithium carrées du module de commande afin d'éliminer l'excès de dioxyde de carbone de la cabine du module lunaire d'Apollo 13 le 15 avril 1970.

Après sa retraite, Kraft est consultant pour des sociétés telles que Rockwell International et IBM, ainsi que de directeur général de la chambre de commerce de Houston.
En 1994, Kraft est nommé président de l'équipe d'examen indépendant de la gestion des navettes spatiales, composée d'experts renommés en aérospatiale. Le but est d'étudier les moyens par lesquels la NASA peut rendre son programme de navettes spatiales moins coûteux. Le rapport du groupe, connu sous le nom de rapport Kraft, est publié en février 1995. Il recommande que les opérations de la navette spatiale de la NASA soient confiées à un seul contractant privé et que « la NASA [envisage] […] la privatisation de la navette spatiale ». Il critique également l'effet des nouvelles mesures de sécurité prises par la NASA après l'accident de la navette spatiale Challenger, affirmant qu'ils ont « créé un environnement de sécurité coûteux et faisant double emploi ». L'idée fondamentale du programme de la navette est qu'elle devienne « un système mature et fiable […] à peu près aussi sûr que la technologie actuelle le permettra ».
Le rapport est controversé dès sa publication. John Pike, directeur des politiques spatiales à la Federation of American Scientists (FAS), déclare que « le rapport Kraft est une recette pour le désastre. [Il est essentiellement dit] de démanteler les mécanismes de sécurité et d'assurance qualité mis en place après l'accident de Challenger ». Le rapport du comité consultatif sur la sécurité conteste également le rapport, affirmant en mai 1995 que « l'hypothèse selon laquelle les systèmes de la navette spatiale sont désormais « matures » donne l'impression d'une complaisance qui peut entraîner de graves accidents ». Néanmoins, la NASA accepte les recommandations du rapport et, en novembre 1995, la responsabilité des opérations de navette est confiée à l'United Space Alliance.
Neuf ans plus tard, le rapport Kraft est de nouveau critiqué, cette fois par le Columbia Accident Investigation Board (CAIB), dans le cadre de son examen des causes organisationnelles et culturelles de l'accident de la navette spatiale Columbia. Le comité déclare : « Le rapport caractérise le programme de la navette spatiale d'une manière que le Comité estime être en contradiction avec les réalités du programme de la navette ». Selon le CAIB, le rapport Kraft a contribué à ce que l'on ne veuille pas de la culture de sécurité au sein de la NASA, permettant à la NASA de voir la navette comme un véhicule opérationnel plutôt qu'expérimental, et de détourner l'attention de la poursuite [et corrections] des anomalies techniques.

#### Autobiographie

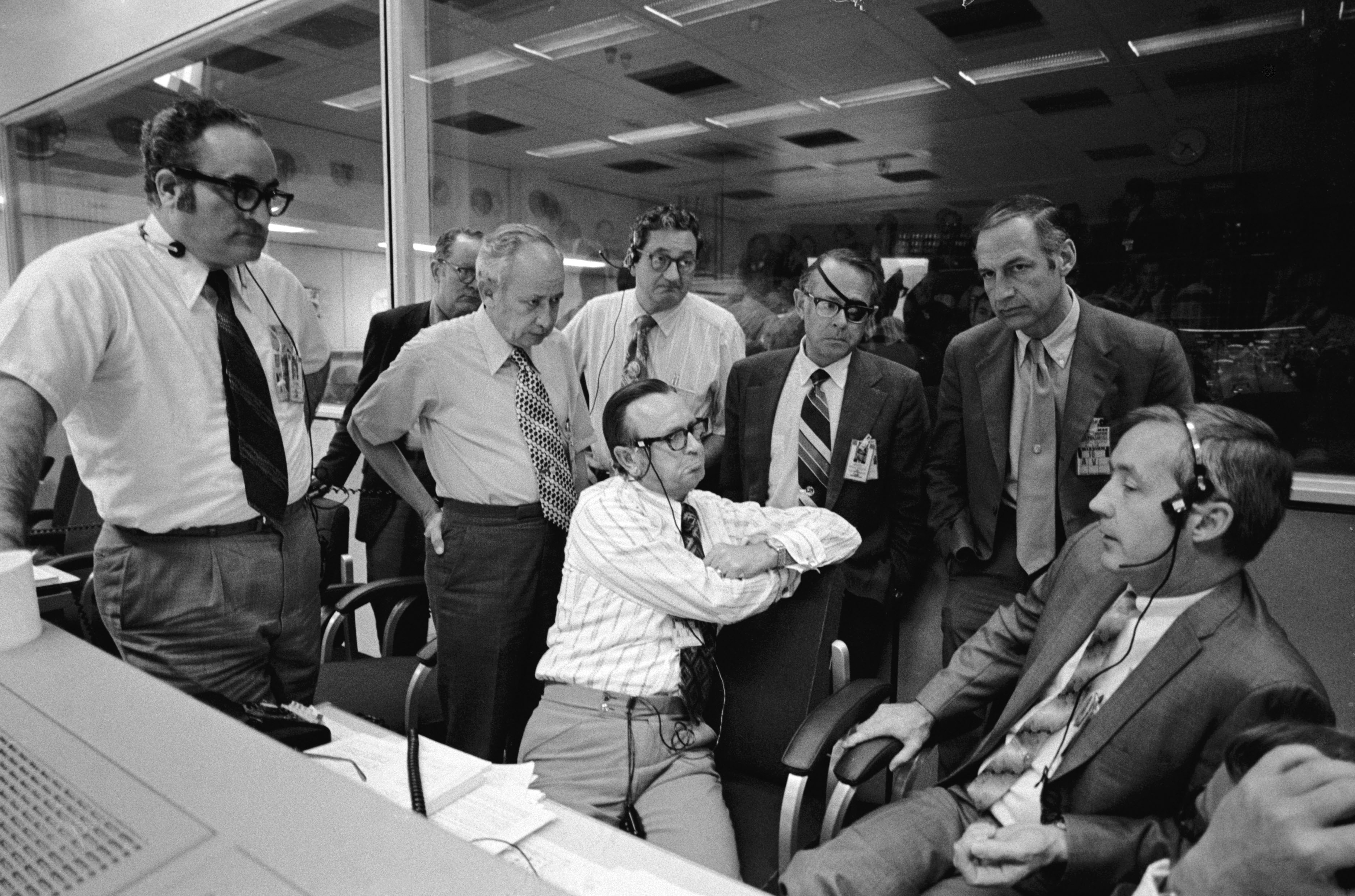
Christopher Kraft entouré de plusieurs personnes (dont Rocco Petrone, Dale D. Myers, George Low et James McDivitt) lors de la mission Apollo 16 le 20 avril 1972.

En 2001, Kraft publie son autobiographie, Flight: My Life in Mission Control sur sa vie jusqu'à la fin du programme Apollo. Il ne mentionne que brièvement la période où il est directeur du centre spatial Lyndon B. Johnson. Le livre reçoit de bonnes critiques. Dans le New York Times, l'écrivain Henry S. F. Cooper Jr. (en) le qualifie de « mémoire hautement lisible ». Les commentateurs commentent presque unanimement le franc-parler de la narration de Kraft et son empressement à critiquer personnellement ceux avec qui il était en désaccord. Cooper note que Kraft « ne [se retient pas sur] certaines des lacunes de [ses collègues] » et le magazine Kliatt déclare qu'il « n'a pas peur de donner des noms ».

### Vie privée
Depuis 1950, Kraft est marié à Betty Anne Kraft (née Turnbull) qu'il a rencontrée au lycée. Ils ont deux enfants, Gordon et Kristi-Anne. Dans son autobiographie, Kraft reconnaît les sacrifices consentis par sa famille à cause de son travail pour la NASA, affirmant que « j'étais […] plus une figure d'autorité éloignée de Gordon et Kristi-Anne qu'un père américain typique ».
Kraft est catholique, servant de lecteur laïc dans son église locale. Au cours des années 1960, la famille Kraft est profondément impliquée dans les activités de l'église : Betty Anne enseigne à l'école du dimanche et fait partie de la guilde de l'autel, Gordon est un acolyte et Kristi-Anne chante dans la chorale. En plus de ses fonctions de lecteur laïc, Kraft passe un certain temps à enseigner à un cours d'étude biblique pour adultes. Comme il le raconte cependant : « Je manquais de verve fondamentaliste et j'ai fait partir les gens quand j'ai trop essayé de relier les débuts de l'église à des interprétations plus modernes. Il était difficile de ne pas être moderne quand je passais mes journées de travail à envoyer des hommes dans l'espace ».
Kraft est un passionné de golf depuis qu'il est initié au jeu dans les années 1940 par son ami et collègue de la NASA, Sig Sjoberg. Il cite le golf comme une raison d'avoir choisi de rester vivre à Houston après sa retraite.
Il meurt le 22 juillet 2019 à Houston, à l'âge de 95 ans, deux jours après le cinquantenaire des premiers pas sur la Lune d'Apollo 11,.

## Décorations, hommages et postérité

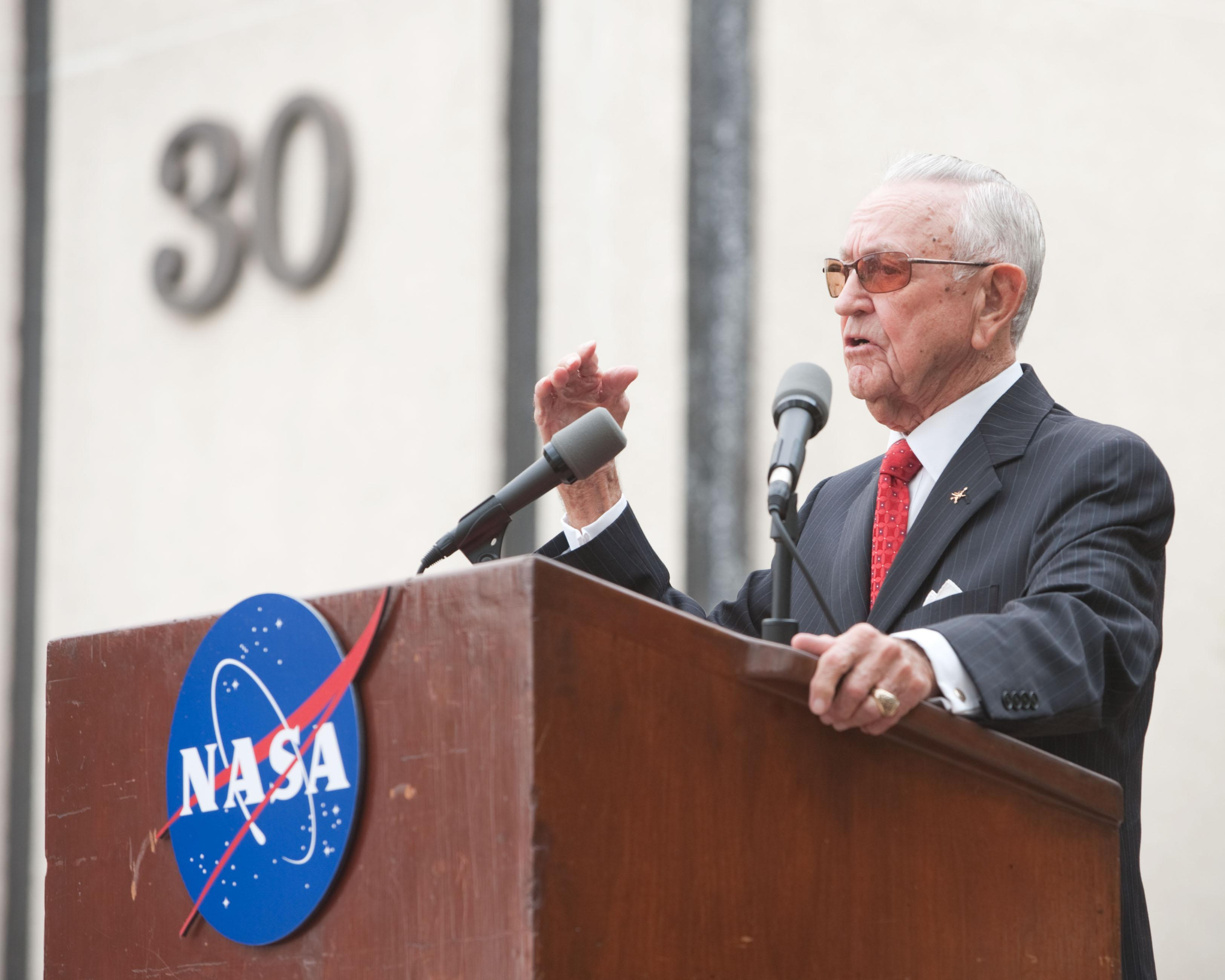
Christopher Kraft lors de l'officialisation du nouveau nom du centre de contrôle de mission Christopher C. Kraft Jr. le 14 avril 2011.

Kraft reçoit de nombreux prix et distinctions pour son travail. Ceux-ci comprennent la médaille du commandement exceptionnel de la NASA, quatre médailles du service distingué de la NASA, le Distinguished Citizen Award décerné par sa ville natale Hampton en 1966, le prix von Kármán d'astronautique de l'Académie internationale d'astronautique (AIA) en 1994, le prix John J. Montgomery (en) en 1963 et le trophée commémoratif du Dr Robert H. Goddard décerné par le National Space Club (en) en 1979.
En 1999, Kraft reçoit le trophée national de l'espace décerné par le Rotary qui le décrit comme « une force motrice du programme américain de vols spatiaux habités de ses débuts à l'ère de la navette spatiale, un homme dont les réalisations sont devenues légendaires ».
En 2006, la NASA remet à Kraft le prix de l'ambassadeur de l'exploration, qui comporte un échantillon de matériaux lunaires rapportés par Apollo 11. Kraft l'a ensuite remis à son alma mater, Virginia Tech, pour qu'il soit exposé dans les locaux utilisés par les futurs ingénieurs.
En 2011, le centre spatial Lyndon B. Johnson renomme son centre de contrôle de mission en centre de contrôle de mission Christopher C. Kraft Jr. en son honneur. La Kraft Elementary School, située à Hampton, porte également son nom. Kraft est intronisé au National Aviation Hall of Fame en 2016.
Kraft apparaît dans de nombreux documentaires sur la période des programmes spatiaux habités américains comme When We Left Earth: The NASA Missions (2008). Il est également joué par Stephen Root dans la mini-série intitulée De la Terre à la Lune (1998) et J. D. Evermore dans First Man : Le Premier Homme sur la Lune (2018).

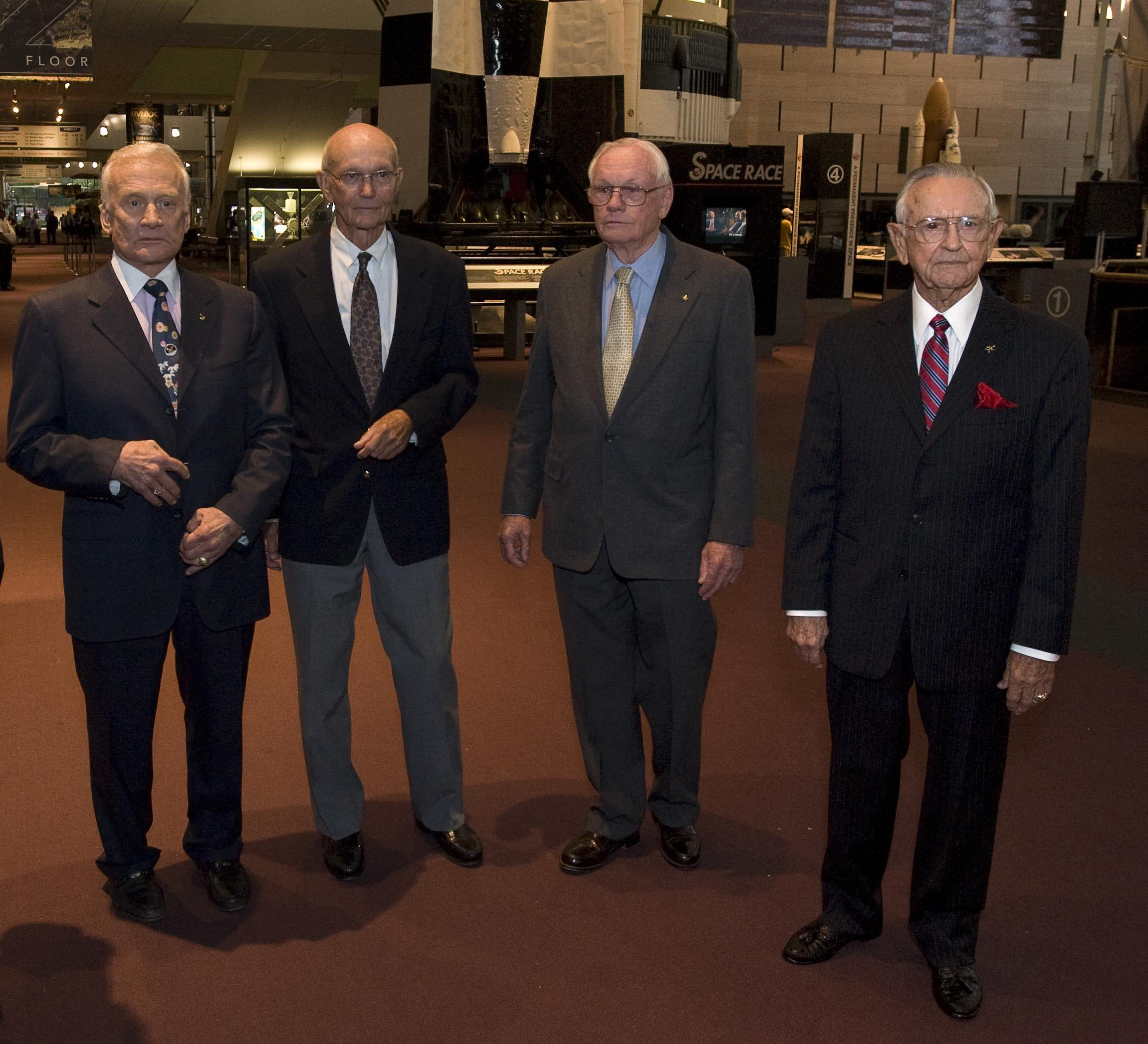
Buzz Aldrin, Michael Collins et Neil Armstrong, membres de la mission Apollo 11, et Chris Kraft le 19 juillet 2009 au National Air and Space Museum.
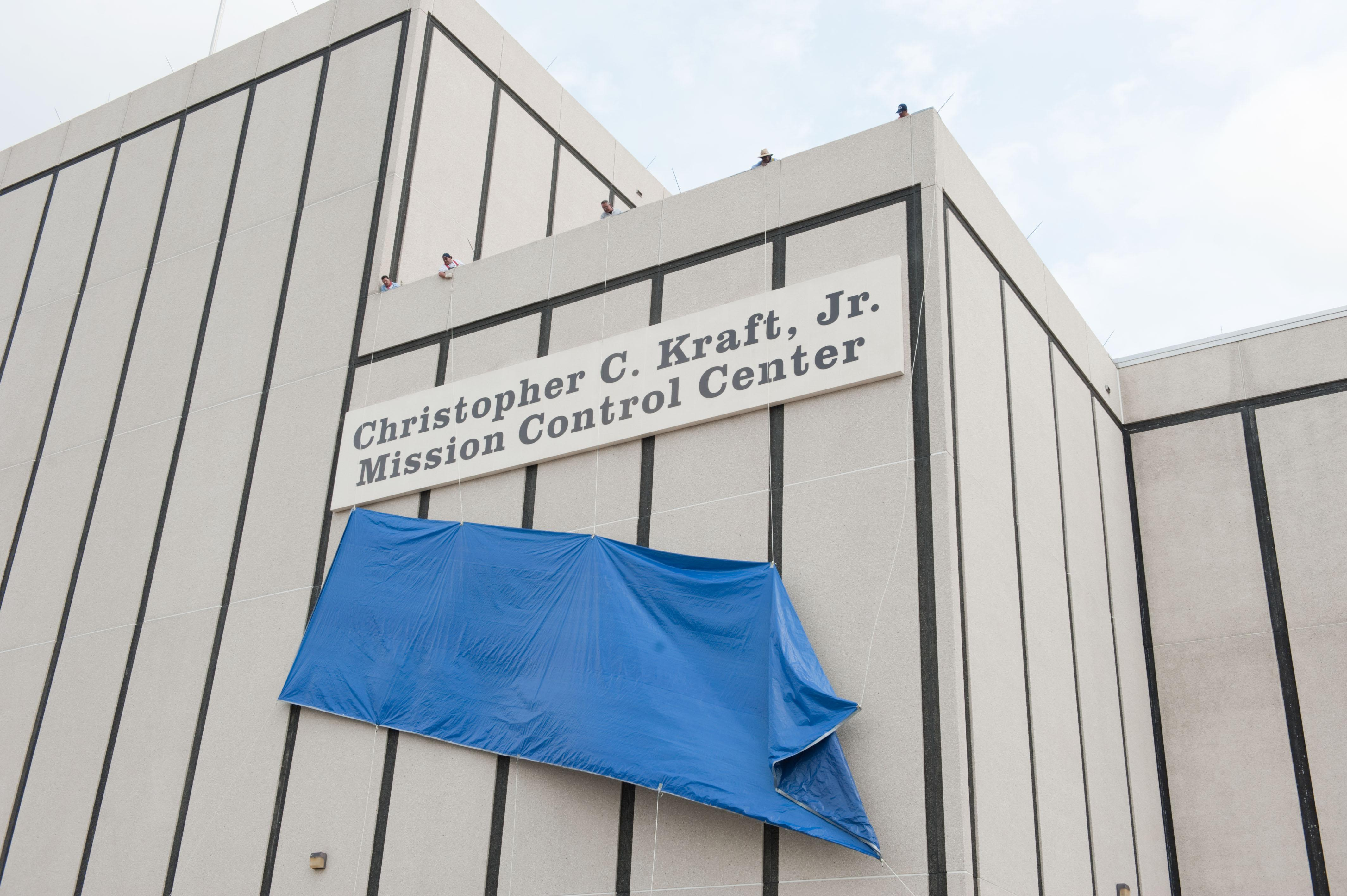
L'officialisation du nouveau nom du centre de contrôle de mission Christopher C. Kraft Jr. le 14 avril 2011.
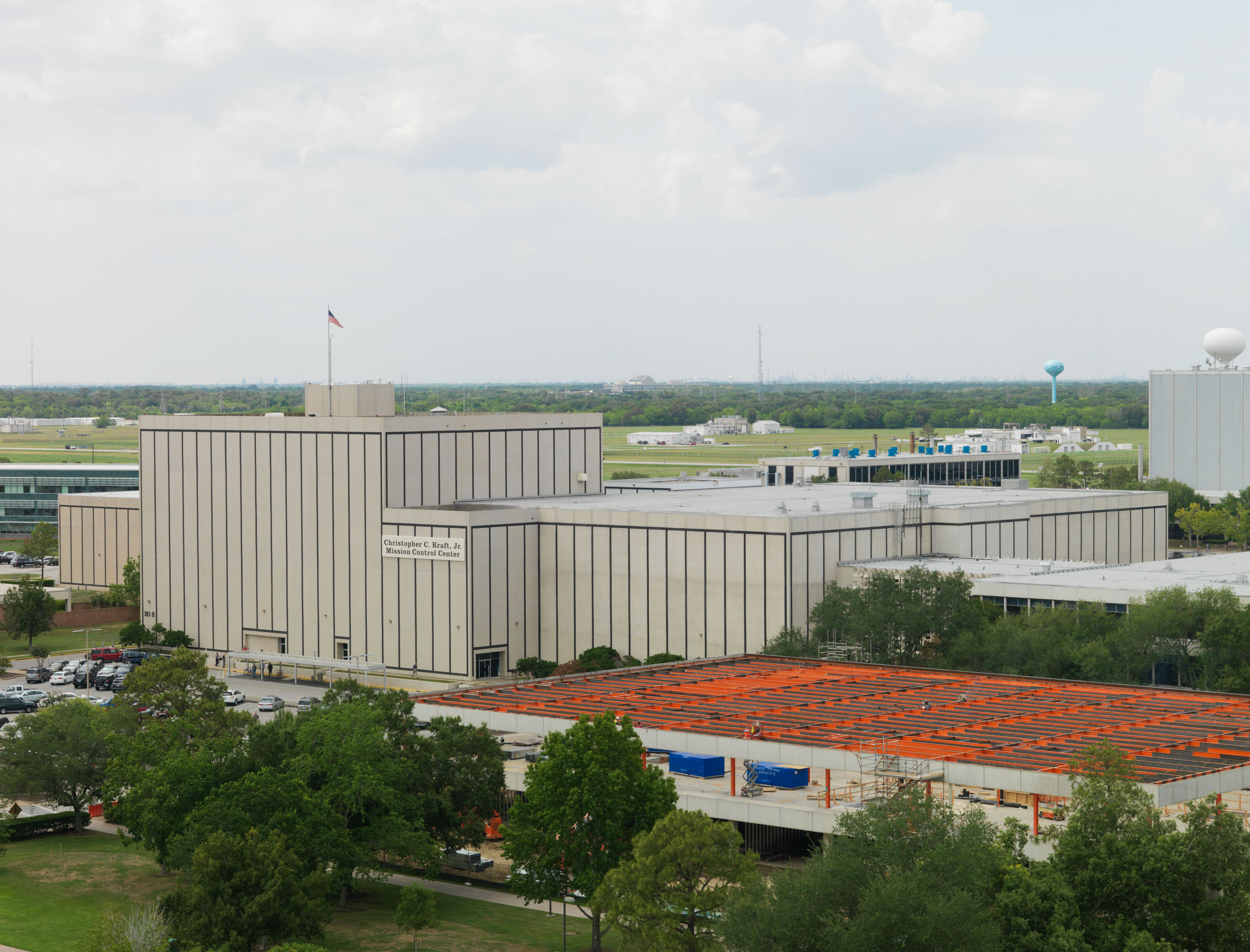
Le Centre de contrôle de mission Christopher C. Kraft Jr..
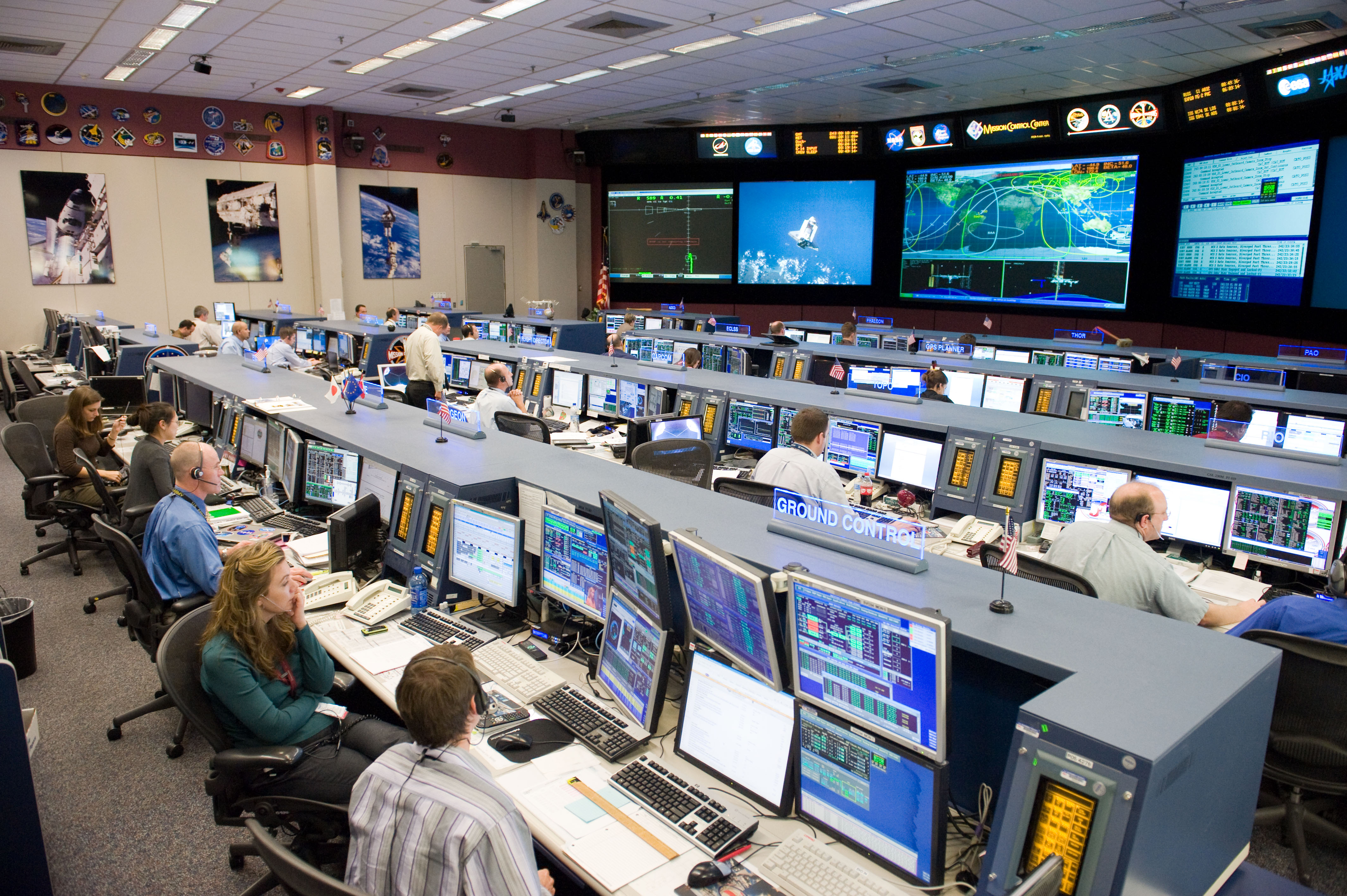
L'une des salles du centre de contrôle de mission pendant la mission STS-128 en 2009.
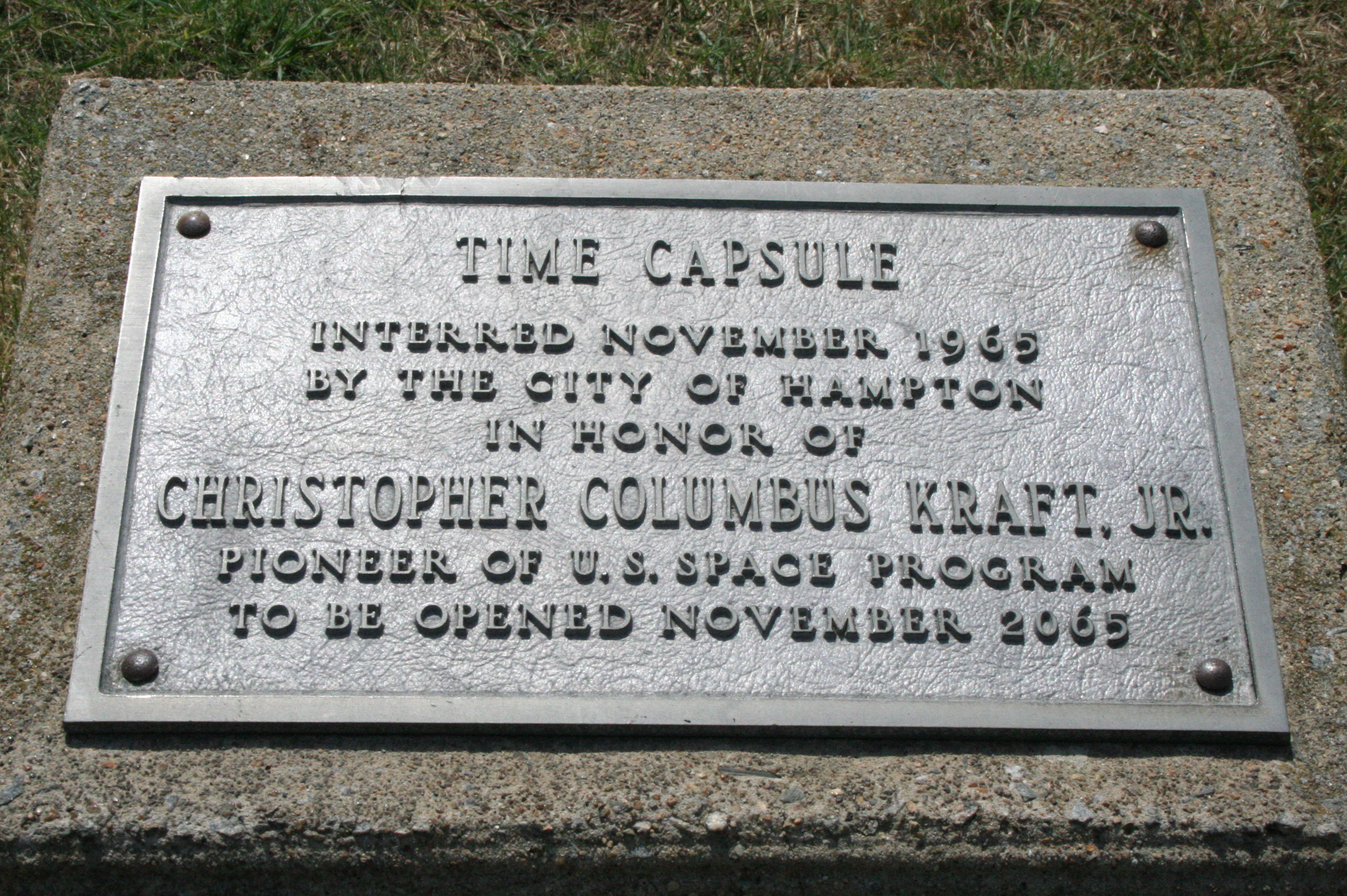
La capsule temporelle enterrée en l'honneur de Christopher Kraft à Hampton.

## Publication
- (en) Christopher Kraft, Flight : My Life in Mission Control, Dutton, 2001, 384 p. (ISBN 978-0525945710).